# マイン川

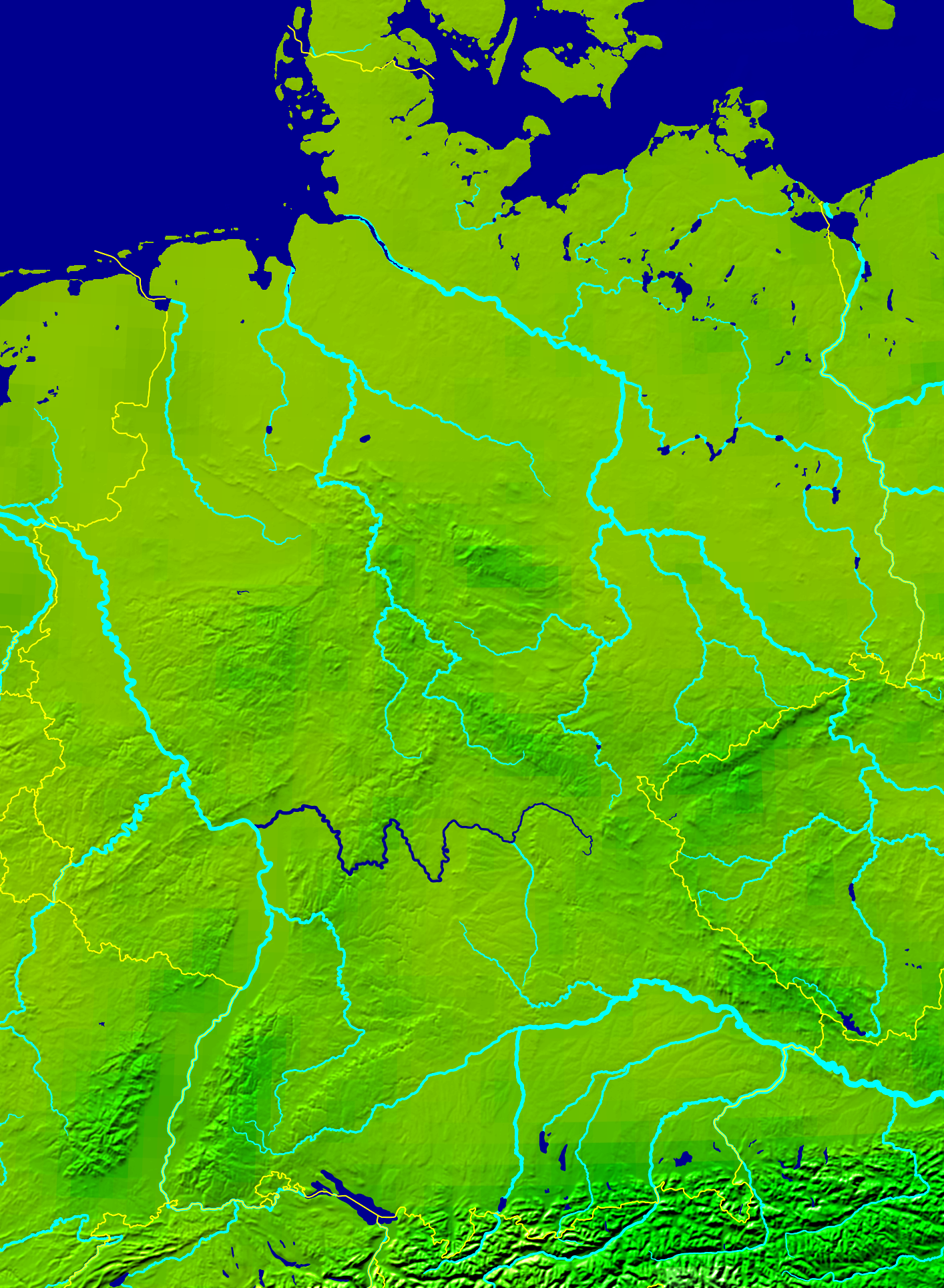
ドイツ国内でのマイン川の位置

マイン川（マインがわ、Main）は、ドイツを流れる河川の1つである。バイエルン州に水源があり、ドイツ国内を東からフランケン地方を抜けて西に横断し、ヘッセン州を抜けたあとマインツでライン川に合流する。全長は524キロ。ライン川右岸の支流中、最長の川である（マース川を除く全支流中ではモーゼル川に次いで2番目）。
流路は、中央ヨーロッパの大きな河川としては珍しく東から西に向かって流れる。川筋に沿ってフランケンの中低山地、歴史的な小都市、ヴュルツブルクの独特なシルエット、フランケンワインの産地が点在する。河口のすぐ上流には、多くの橋が架かり、フランクフルトの中心街を結んでいる。
マインツ旧市街の向かい側、ヴィースバーデンのマインツ＝コストハイム地区でライン川に合流する。

## 概要

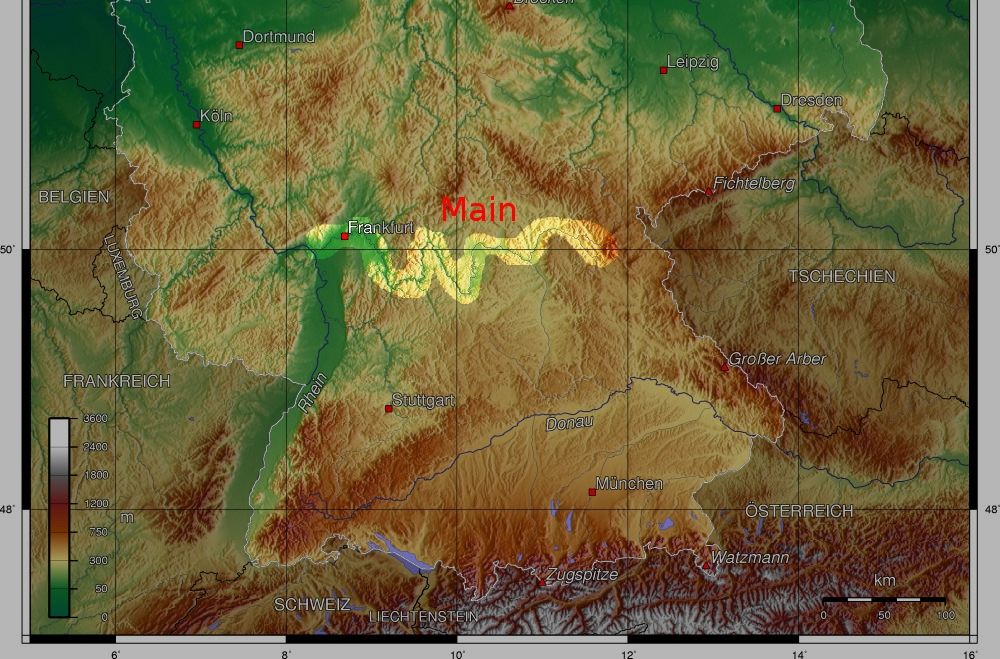
マイン川周辺の地形図

マイン川はバイエルン州とヘッセン州を流れ下る。ヴェルトハイム付近では、約25kmの間バイエルン州とバーデン＝ヴュルテンベルク州との州境をなしている。
この他のドイツを流れるマイン川よりも長い川、たとえばドナウ川、ライン川、エルベ川、オーダー川、モーゼル川は、いずれも水源または河口がドイツの国外にあり、純粋な国内河川ではない。このため、マイン川は「ドイツ国内最長の川」と呼ばれることがある。この呼称は間違いではないものの、注意が必要である。ヴェーザー川は、一般にヴェラ川とフルダ川が合流した後の452kmを指し、マイン川の長さ524kmには及ばない。しかし、ヴェラ川もフルダ川もどちらもドイツ国内を水源としドイツ国内を流れる川である。より長いヴェラ川を計算に入れると湧水地点から河口までは、長さ744kmの国内河川となる。一方、マイン川は、同様に、より長い経路となるレグニッツ川およびペグニッツ川を合計しても、その総距離は567kmであり、ヴェラ川 - ヴェーザー川には及ばない。
マイン川は、ヴァルテ川とその支流ネッツェ川とならび、東から西へ流れる中央ヨーロッパには希な河川である。中央ヨーロッパの大部分の川は北に向かって流れ、ドナウ川だけが西から東へと流れる。
マイン川とその支流の流域面積は、27,292 km²で、フランケン地方の広い地域、バーデン地方北東部、ヘッセン南部が含まれる。南部はドナウ川の流域となっている。両者の境界はヨーロッパの主要分水界である。白マイン川の数百m南にはフィヒテルナーブ川の水源がある。この川はナーブ川を経てドナウ川に注ぎ、黒海へと下って行く。
マイン川の平均水流は195 m³/s（フランクフルト水位計）で、アーレ川 (590 m³/s)、モーゼル川 (290 m³/s)に次ぎ、ライン川支流中3位の流量である。
マイン川は、バンベルクから388 kmが航行可能 で、さらにライン・マイン・ドナウ運河でエルランゲン・ニュルンベルクを経由し、分水嶺を越えて、ケールハイムでドナウ川に接続している。特に、フランクフルト周辺のライン＝マイン産業集中地域には多くの大規模な河川港がある。
マイン川に沿って、マイン遊歩道やマイン自転車道が走っている。

## 名前
「マイン」という名前はケルト語起源である。この川は、Moin または Moginと呼ばれていた。紀元前1世紀にやって来たローマ人は、たとえば大プリニウスの『博物誌』やタキトゥスのゲルマニアには、ラテン語化した Moenus という名前で、記述している。似たような名前の川は、アイルランド（Maoin）やイギリス(Meon、ラテン語でmaionus)にある。名前の起源には多くの説がある。一つは、インド・ヨーロッパ語族の古語で「水」を意味する mei に由来するというものである。同様の例としては、「沼地」を意味するラトヴィア語の maina、リトアニア語の maivaがある。別の説は、壁や柵を意味するというものである。ラテン語で moenia は「円形の壁」を意味する。中世には、多くは Moyn または Moyne と記録されている。Meynという名前が初めて表れるのは14世紀である。

## 流路
マイン川は緩やかに蛇行を繰り返しながら東から西に向かって、オーバーフランケン、ウンターフランケン、ヘッセン南部を流れ下り、バイロイト（赤マイン川）、クルムバッハ、バンベルク、シュヴァインフルト、ヴュルツブルク、アシャッフェンブルク、フランクフルト・アム・マインといった都市を通って、マインツ近郊のマインシュピッツェでライン川に注ぐ。マイン川は特にウンターフランケンでは人口密集地を流れるが、アシャッフェンブルクから河口までのウンターマイン平野はほぼ完全に産業集中地帯および交通路ライン＝マイン地域を形成している。
以下、流路を上図で色分けした5つの部分に分けて詳述する。

### 源流

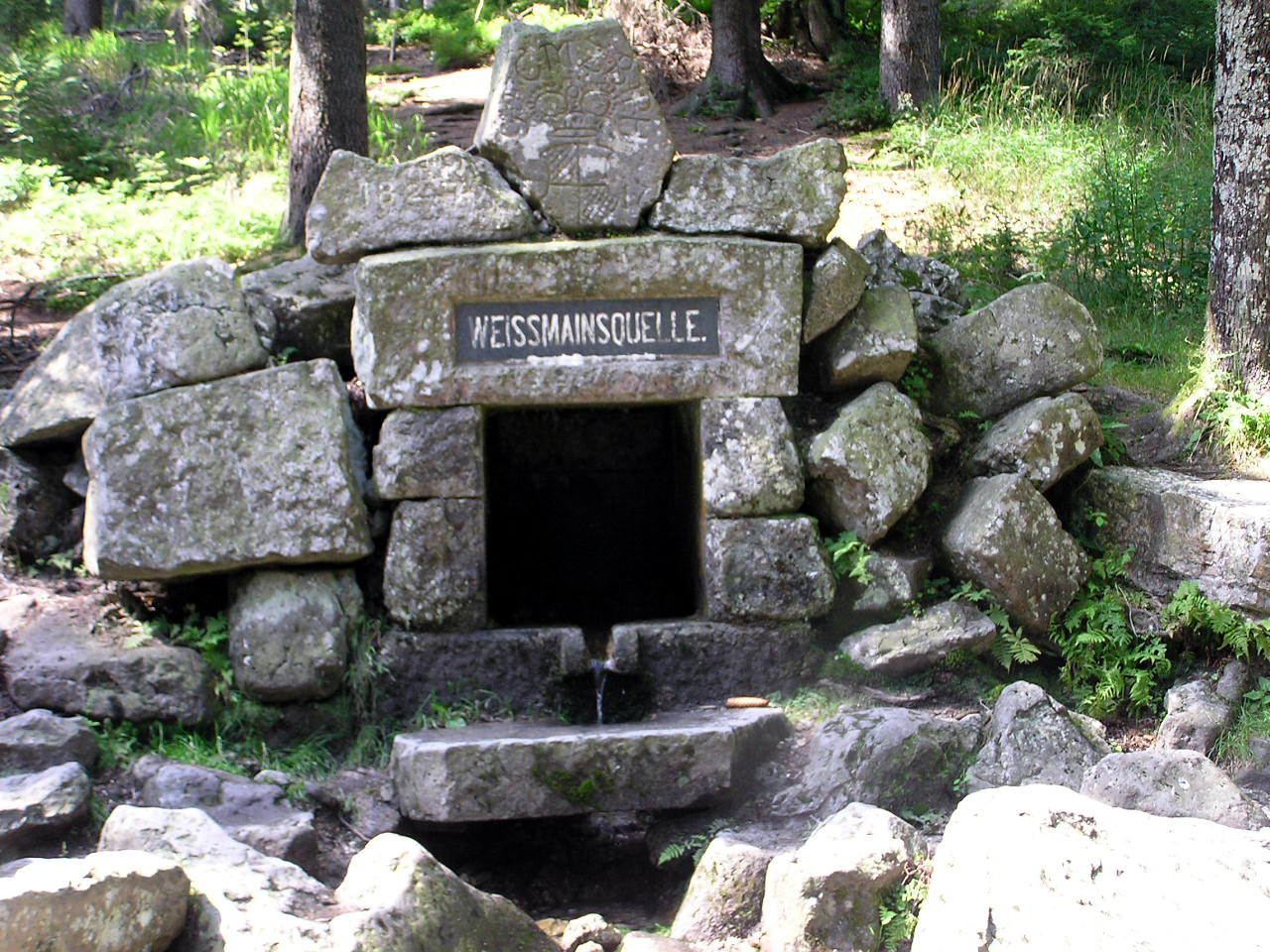
白マイン川の水源

マイン川には、2本の短い源流、白マイン川と赤マイン川がある。
長さ41kmの白マイン川は、マイン川右岸、すなわち北側の源流である。この川は、バイロイトから北東に直線距離で20km、フィヒテルベルク北西のフィヒテル山地に湧出する。標高1,024mのオクゼンコプフ山の東斜面、海抜887mの地点に花崗岩で造られた水源がある。標高679mに位置するビショフスグリュンが、白マイン川が初めて通過する町である。
この生まれたての川は、薬泉のベルネックやシトー会修道院で知られるヒンメルクロンを抜け、プラッセンブルク城を戴くビール町クルムバッハに至る。
白マイン川の水源地域は白みがかった花崗岩から成っており、このため水が白っぽく見えることから、この名が付いた。
全長73kmの赤マイン川はマイン川左岸、すなわち南側の源流である。この川は、バイロイトの南10km、クロイセンの西5kmのフレンキシェ・アルプに湧出する。その水源（木製の筒なのだが）は、ヘルラスロイト（クロイセンの一地区）からわずか2km北西のリンデンハルトの森の中にある。この生まれたての川が流れる堆積岩でできたローム質の土壌が水に赤い色を付け、川の名前の由来となった。
ヘルラスロイトが赤マイン川が初めて出会う小集落で、クロイセンは初めて出会うより大きな町である。赤マイン川はこの後、オーバーフランケンの中心都市で、リヒャルト・ワーグナー祝祭音楽祭で世界的に知られるバイロイトまで北に向かって流れる。川筋は何度も蛇行しながら、狭い谷を北西に向かって進む。
2つの源流は、クルムバッハの西の外れにあるシュタイネンハウゼン城付近で合流する。ここがマイン川の出発点である。ただし、他の多くの川と同じく、川の距離のカウントはここが出発点ではなく、ここがゴールとなる（ライン川などは例外的な川である）。マイン川の里程は河口から遡って計測、表示される。

### オーバーマイン
水源からバンベルクまではオーバーマインラントと呼ばれる。2つの源流がクルムバッハのシュタイネンハウゼン城付近で合流して誕生したマイン川は、フレンキシェ・アルプ北辺の狭い谷を西に向かって流れる。源流沿いのバイロイトやクルムバッハを別にして、マイン川はこの行程で初めて、よく保存された歴史的なたたずまいを持ついくつもの小都市に出会う。カロリング朝の城をもつブルククンシュタットや町の防衛施設の一部が遺るリヒテンフェルスなどである。
ブルククンシュタットで左岸から合流してくる支流は、名前をヴァイスマイン川 (Weismain)という。白マイン川(Weißer MainまたはWeißmain)と混同しやすく注意が必要である。

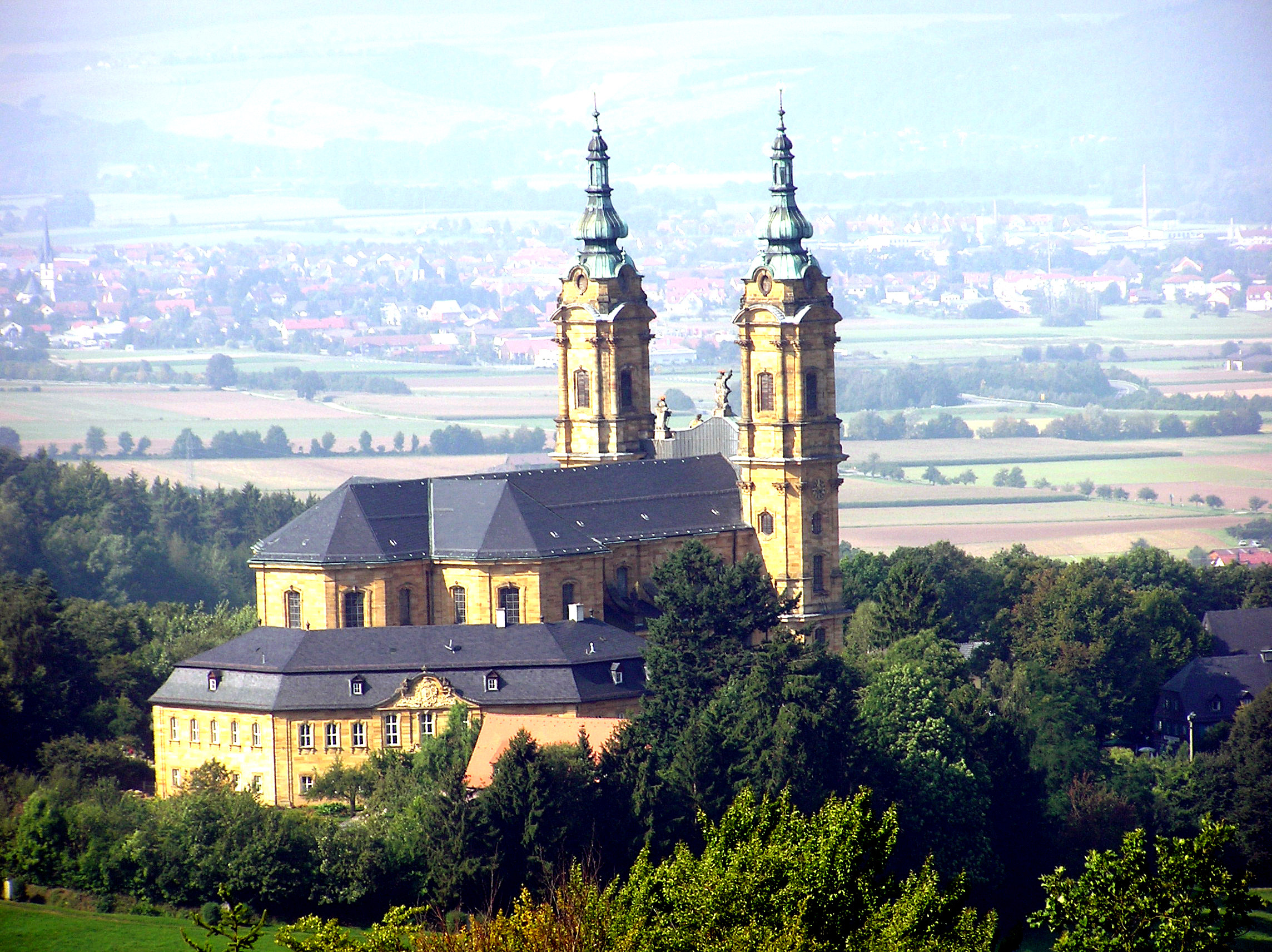
十四聖人聖堂

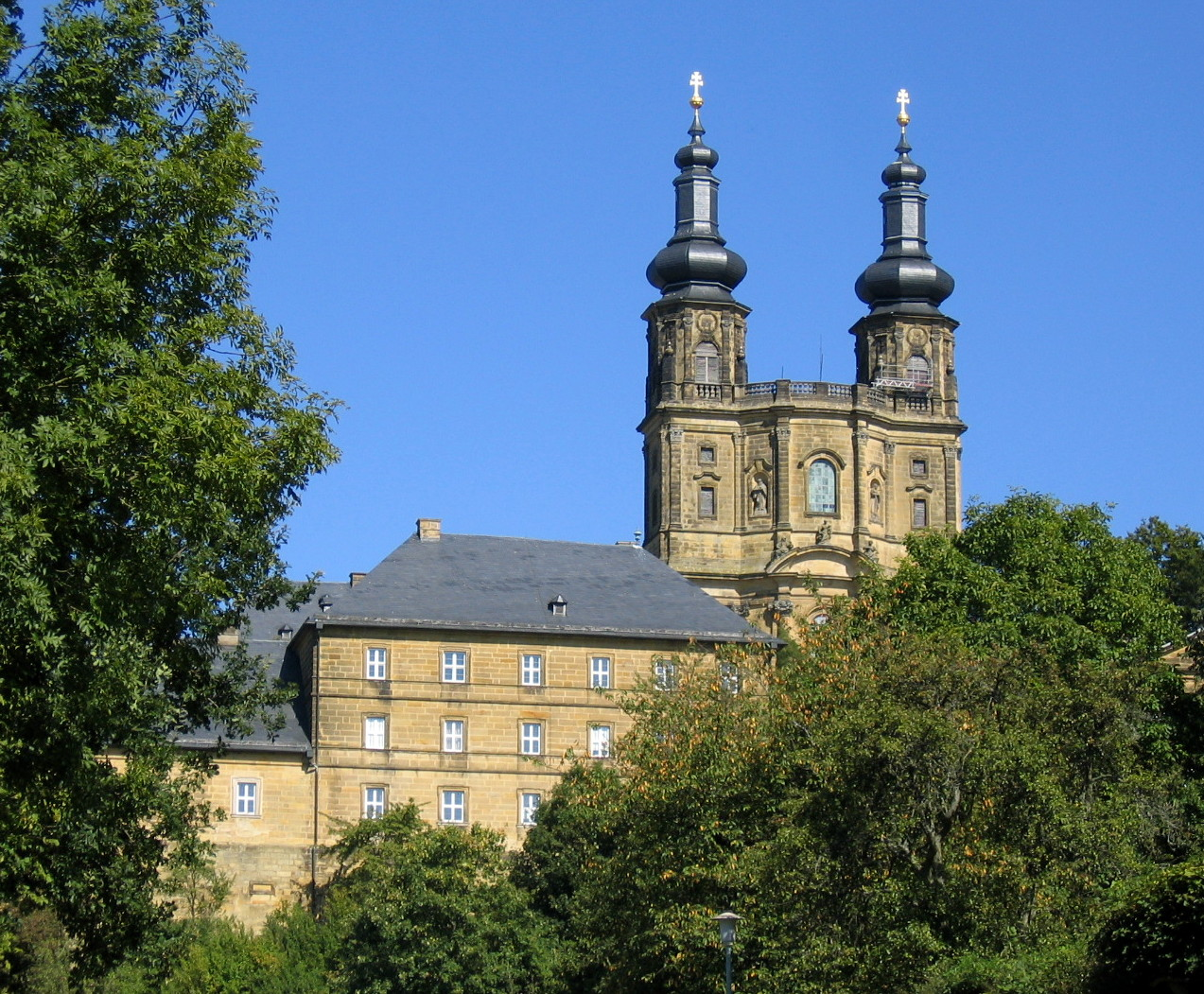
バンツ修道院

リヒテンフェルスと川沿いの次の町であるバート・シュタッフェルシュタインとの間の左岸の丘陵上にドイツ・バロック様式の最も重要な建築物の一つである十四聖人聖堂が建っている。この建物はバルタザール・ノイマン設計の建築である。マイン川流域の、特にヴュルツブルク周辺にはノイマンの作品がしばしば現れる。十四聖人聖堂のマイン川を挟んだ真向かい、右岸沿いの丘陵に11世紀に創設されたベネディクト会のバンツ修道院の豪壮な建築がある。
バート・シュタッフェルシュタインは、その上流地域の極端に豊かな文化財の他にも、歴史的な町並みや17世紀から建設された大規模な木組み建築を見ることができる。また、標高540mのシュタッフェルベルクは、その岩だらけの山頂平面部分に石器時代から人が住んでいたことが知られており、紀元前30年に放棄されたケルトの都市とギリシアの地理学者クラウディオス・プトレマイオスが記録している Menosgadaがここであると推定されている。
バート・シュタッフェルシュタインを過ぎると川は南に向きを変える。多くの川がマインに注ぎ込み氾濫原を形成する。ブライテンギュスバッハ付近で右岸からイッツ川が注ぎ込むと、その数km後には、マイン川沿いの文化的白眉バンベルクへ至る。

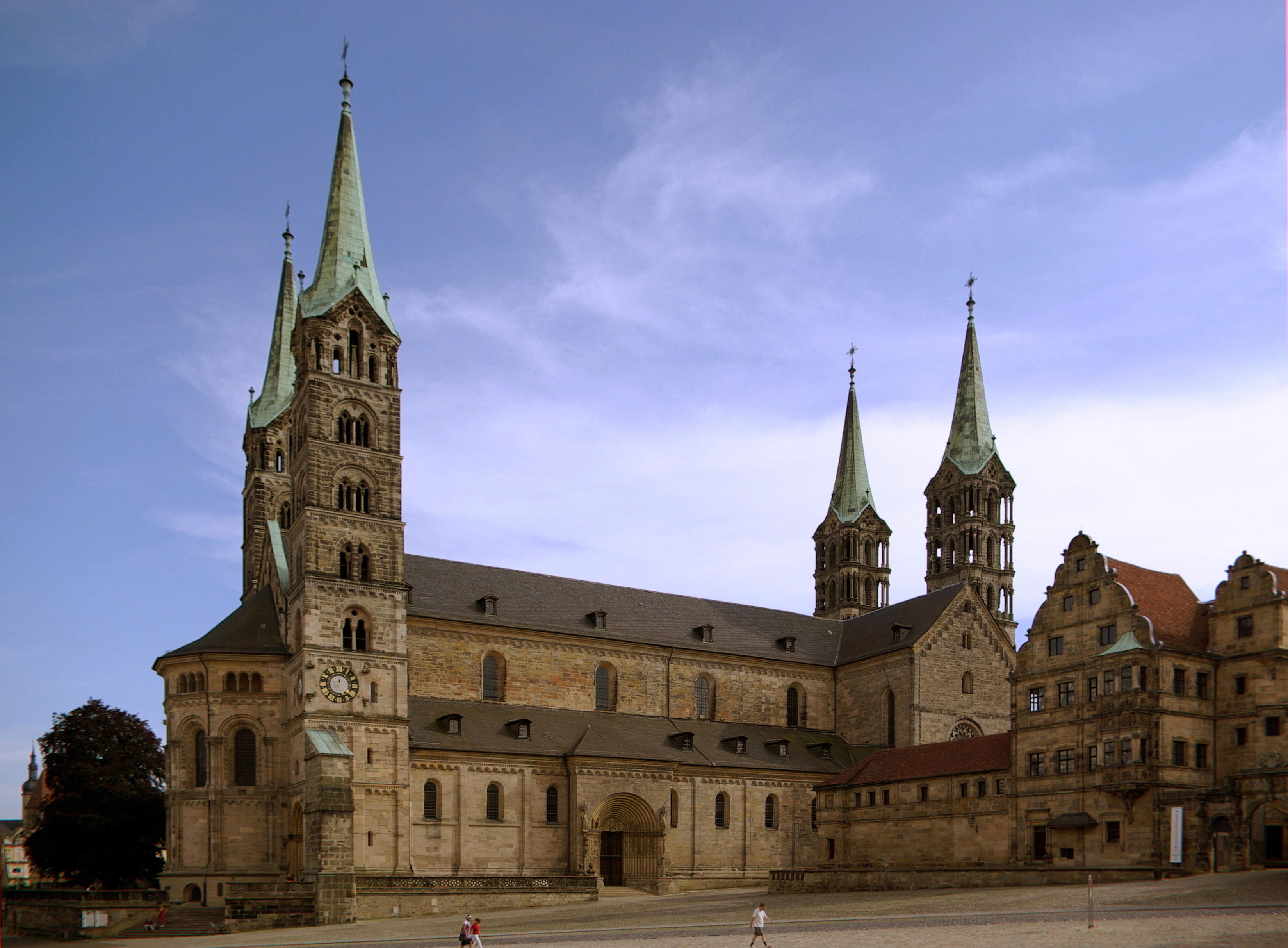
バンベルク大聖堂

無傷で遺されたものとしてはドイツ最大の旧市街を有するこの都市は、1993年にユネスコ世界遺産に登録され、一般に知られている。そびえ立つ巨大なロマネスク建築の大聖堂を中心に、都市を形成する核となる建築が、マイン川の支流であるレグニッツ川の両岸と中州に点在して広がっている。その中でも15世紀に建てられた旧市庁舎は、レグニッツ川の真ん中に建てられているほどである。レグニッツ川は、この街の郊外でマイン川に合流する。
マイン川は、しかし、この都市の中心部を流れているのではなく、街の北郊を流れている。マイン川にとってバンベルクが重要なのは、その歴史的・文化的背景の重要性のみではなく、ここにライン・マイン・ドナウ運河の北端が通じていることにある。この運河は、かなりの距離をレグニッツ川と共有しておりビシュベルク付近でマイン川に接続する共通の河口を有している。この河口近くのマイン川の河岸には、新しい港が設けられている。
マイン川とドナウ川の間の運河は、1843年にはすでにルートヴィヒ運河が開通していた。この運河もやはりバンベルクでマイン川に接続していたのだが、運河の川筋に沿って曳舟道があり、幅の狭い運河を馬が船を引いて往き来していた。この運河は、技術的に時代遅れになっていたことや第二次世界大戦で被害を受けたことから、1950年に廃止された。近代的な運河掘削の計画は1920年からすでにあった。1960年にバンベルク側で工事が始まり、1972年に、まずはニュルンベルクまでの区間が開通した。これにより、人口100万人を数えるニュルンベルク工業地域がマイン川の内陸航行システムに結びつくこととなり、交通状況の改善を印象づけた。1992年に運河は、ドナウ川沿岸のケルハイムまで完成し、両河川間の交通が接続された。
船での交通が可能となったマイン川は、バンベルクから西に向かって流れてゆく。シュヴァインフルトまでの間は、比較的直線的な行程である。ここでも、城下町エルトマン、木組み建築とマルクト広場が印象的なツァイル、マリアブルクハウゼン修道院の町ハースフルトといったロマンティックな小都市が沿岸に並ぶ。リムバッハ（エルトマン市内）とツァイルには、それぞれ有名な巡礼教会がある。マイン川の右岸はハース山地、左岸はシュタイガーヴァルトである。ハースフルトから約20kmでシュヴァインフルトに到着し、ここから『マインドライエック』（マインの三角）と呼ばれる区間に入る。

### マインドライエック
マイン川の行程には、それぞれマインドライエック（マインの三角）、マインフィーアエック（マインの四角）と呼ばれる、目立った特徴がある。マインドライエックとは、シュヴァインフルト、オクゼンフルト、ゲミュンデン・アム・マイン間のマイン川を指す。この区間を地図で見ると、頂点を下に、上に開いた逆三角形を描いているのが分かる。
シュヴァインフルト付近まで東から西に流れてきた川は、南に流れの向きを変える。三角形の一番南のポイントはマルクトブライトとオクゼンフルトの間である。この間、マイン川は数km西に向かい、再び北向きに、これまでと逆行するかのように進路を変える。ゲミュンデン・アム・マインからは再び西向きに流れる。
マインドライエックは、特にワインづくりで有名である。フランケンワインの生産地の多くが、マインドライエックに直接面しているか、あるいはその周辺に位置している。
マインドライエックの起点であるシュヴァインフルトは、かつての帝国自由都市で、後にボールベアリング生産の中心地となった。このため、第二次世界大戦中には激しい空爆を受けた（ダブル・ストライク作戦と呼ばれる）。シュヴァインフルトの最も重要な保護文化財である旧ラートハウス（1572年建造）は、南ドイツのルネサンス建築中、最もすばらしいものの一つである。

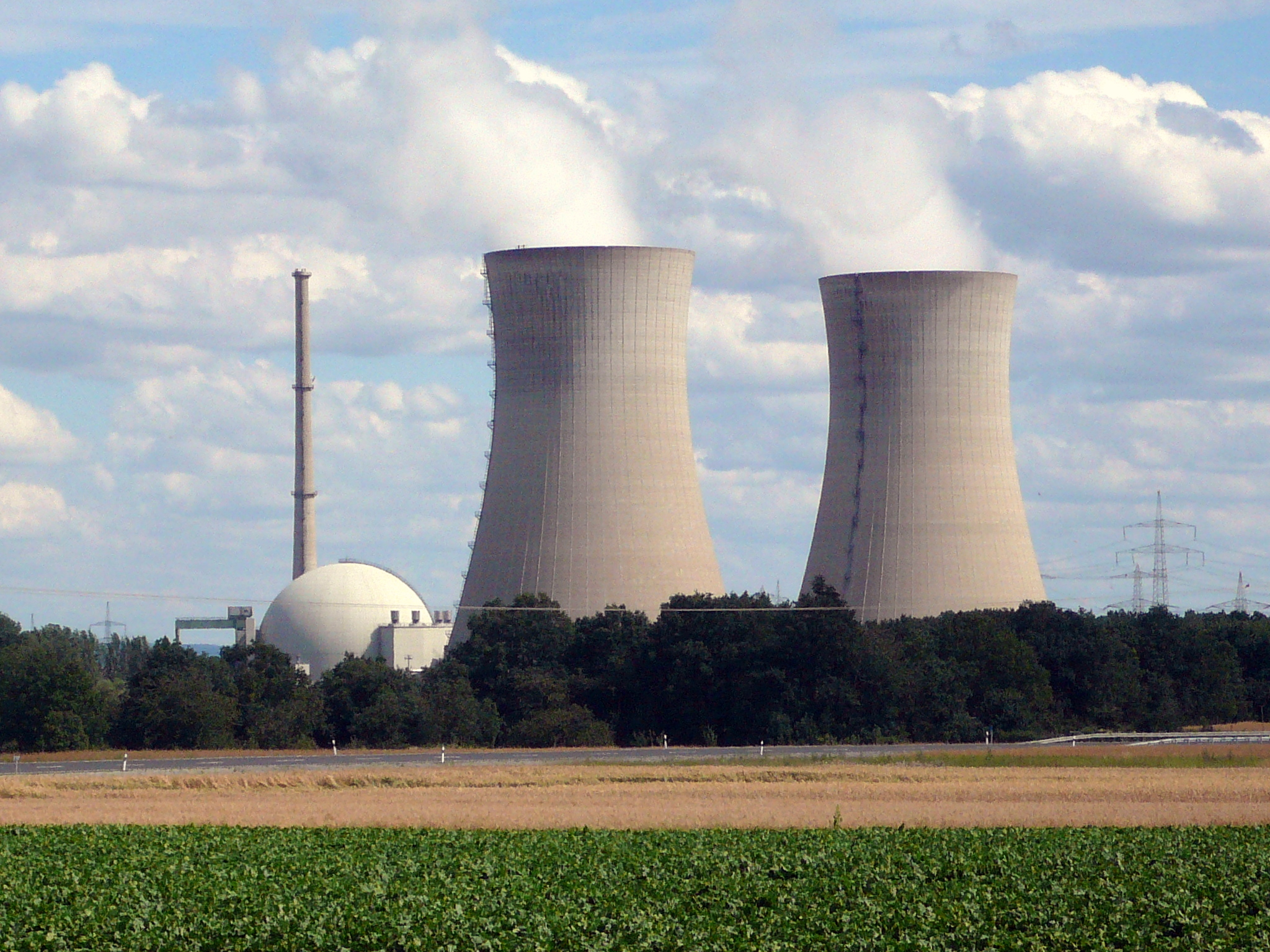
グラーフェンラインフェルト原子力発電所の冷却塔

シュヴァインフルトの数km下流の左岸にグラーフェンラインフェルト原子力発電所がある。この発電所の、それぞれ143mの高さがある2本の冷却塔は、数kmの範囲のどこからでも目に付くランドマークである。
ここから20kmほど下った蛇行部の頂点にフォルカハがある。この町は、ワインづくりと、町はずれにある「ブドウ畑のマリア巡礼教会」で有名な小都市である。マイン川は、ゆったりと蛇行し、山を取り囲むように流れている。ここにあったフォーゲルブルク城はかつて、河川の航行を取り仕切っていた。蛇行部は途中から船の航行に便利なように運河が設けられショートカットされている。これによってできた運河と本流に挟まれた島を、ワイン島と呼ぶ。
10kmほど下った左岸に、ベネディクト会ミュンスターシュヴァルツァハ修道院の修道院教会がある。それに続いて右岸に現れるのが、市壁を含め中世風の佇まいを残すワイン町デッテルベルクである。歴史的なワイン取引の町キツィンゲン（中世のマイン川の橋、ファルター塔）、小都市マルクトブライト（ルネサンス様式のラートハウス、バロック様式のワイン商人の館）、豪奢なオクゼンフルト（ゴシック様式のラートハウス、一部が遺された1519年製のマイン川の橋）が、マインドライエックの南の頂点部分、すなわちマイン川の行程中最も南に並ぶ。

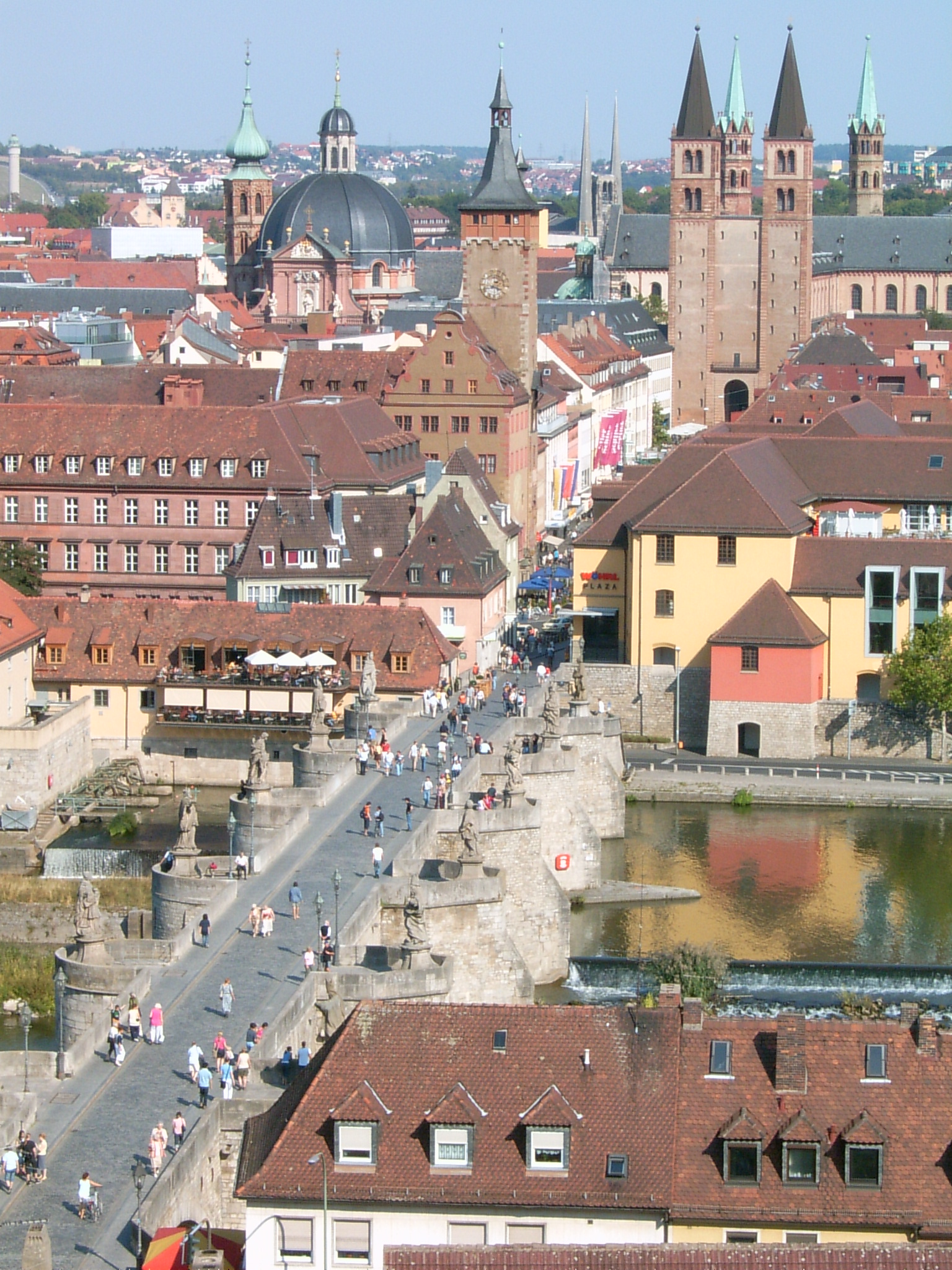
マイン川に架かる古い橋とヴュルツブルク旧市街

この後すぐ下流がマインドライエックの変曲点である。ヴィンターハウゼン、ゾンマーハウゼンを過ぎると、ヴュルツブルクである。ヴュルツブルクは、フランケン地方で2番目に大きな都市で、世界遺産に数えられる歴史的な街並み、ロマネスク様式の大聖堂、マリエンベルク城塞、バロック様式のレジデンツなど建築文化史上国際的にも重要な建造物群を有している。衛星都市であるファイツヘーヒハイムには、有名なロココ庭園やヴュルツブルクの司教領主の夏の離宮がある。これらの城館施設は、既述のバルタザール・ノイマンの作品である。
マインドライエックの西側の行程は人口密度の低い地域である。ヴュルツブルクと北西の角までの間には、カールシュタットと、2、3の小都市があるだけである。ゲミュンデン・アム・マインから、マインフィーアエックに入る。

### マインフィーアエック
マインフィーアエック（マインの四角）は、マインドライエックに隣接する。北に開いた四角形の角には、ゲミュンデン・アム・マイン、ヴェルトハイム、ミルテンベルク、アシャッフェンブルクがそれぞれ相当する。マイン川は、シュペッサルト山地の南部を約100kmにわたって取り囲んでいる。
ゲミュンデン・アム・マインで、シュペッサルト山地がマイン川の行く手に立ちはだかり、川は南西に向きを変える。ロール・アム・マインでロール川が合流する辺りから狭く森の豊かな渓谷を南に向かって流れてゆく。ローテンフェルス城の上流側に同名のごく小さな町がある。この町、ローテンフェルスは人口約1,000人の、バイエルン州で最も小さな市である。マインフィーアエックの南東角に、2つの小都市、マルクトハイデンフェルトとヴェルトハイムがある。この両都市の間でマイン川は小さな尾根の周りを回るように蛇行する。この蛇行の開始点と終了点の間はわずか数百mだが、9kmの行程を要する。この蛇行は “Himmelreich”（「神の国」）と呼ばれている。
ヴェルトハイムでタウバー川がマイン川に合流する。この町の中世の街並みと城址は、ロマンティックな小都市に恵まれたマイン渓谷の中でも、最も見事な街の一つである。ヴェルトハイムからマイン川は蛇行しながら西に向かう。この辺りでは、マイン川がバイエルン州とバーデン＝ヴュルテンベルク州の州境をなしている。マイン川左岸のヴェルトハイムはバーデンに属していたため、右岸のクロイツヴェルトハイムはバイエルン州だが、主要部分の旧市街はバーデン＝ヴュルテンベルク州に属している。

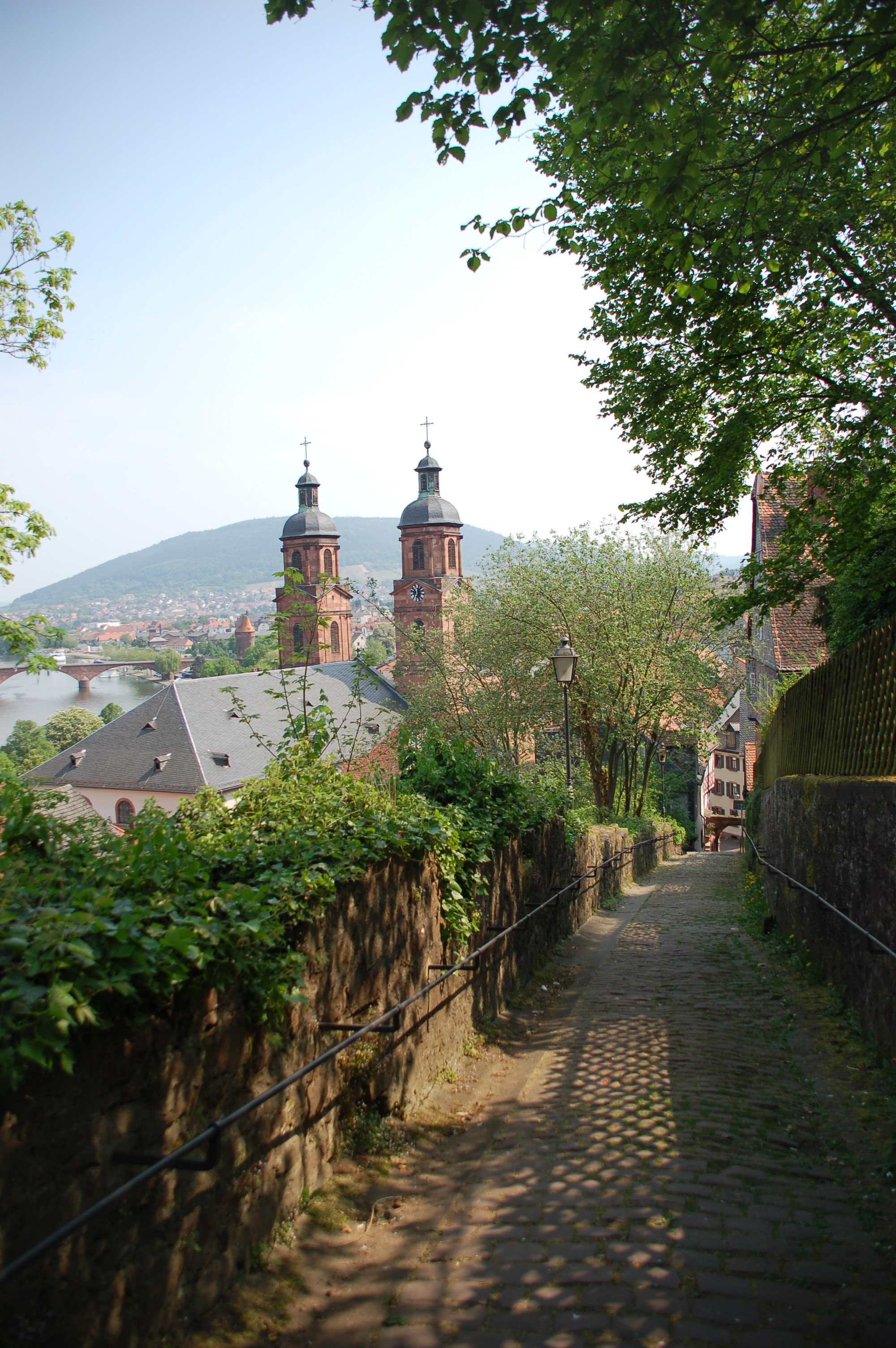
ミルテンベルク旧市街からマイン川を望む。

この付近の風景は、マインフィーアエックの東側に似ている。城を戴く2つの小都市シュタットプロツェルテンとフロイデンベルク、この地域では最も古い都市のドルフプロツェルテンの他にはほとんど町はなく、シュペッサルト山地南部の森に覆われた山のために川は蛇行を繰り返しながらのたうつように進んで行く。
マインフィーアエックの南西の角は、ムト川の河口に面したミルテンベルクである。この歴史的小都市は、その石切場で知られている。フランケンフルトやマインツの大規模な中世の教会は、ミルテンベルクのブンテル砂岩で造られている。マイン川の船舶交通を利用してこの石切場から建設現場まで運ばれたのであった。
この町の下流で川は方向を北に転じ、右手にシュペッサルト山地、左手にオーデンヴァルトの両中低山地に挟まれた狭い谷を抜けて行く。クリンゲンベルク・アム・マインやオーベルンブルク・アム・マインといった、よく保存された旧市街を有する小都市がここに点在する。マイン川沿いの人口密度は明らかに増大して行く。ここまで来れば、ライン＝マイン産業密集地域は間近である。

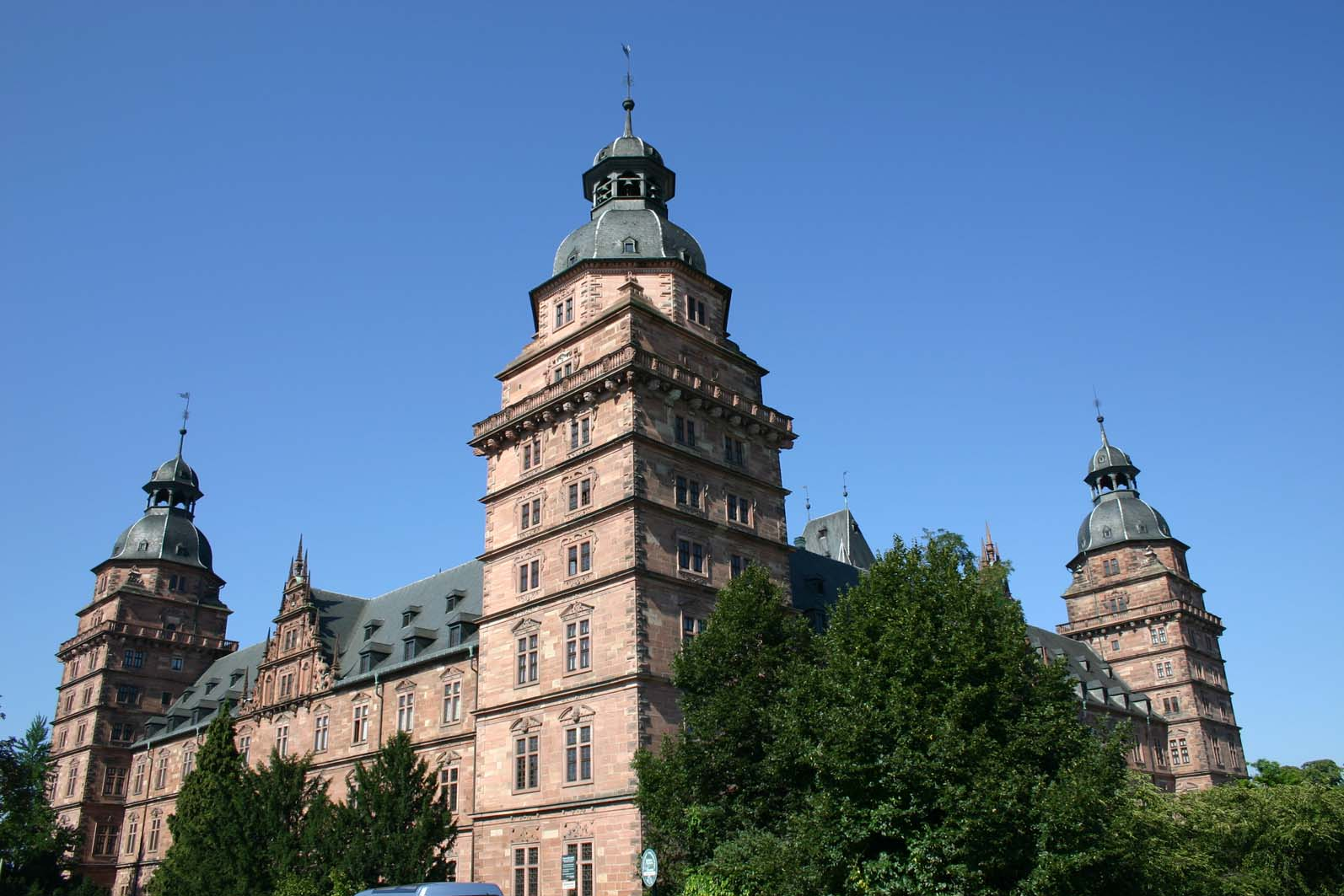
アシャッフェンブルクのヨハンニスブルク城

最後にアシャッフェンブルクに到着する。この、かつてのマインツ選帝侯の宮廷都市は、すでにフランクフルト・アム・マインを中心とするドイツ第2の大都市圏の一部である。アシャッフェンブルクの象徴的建造物であるルネサンス様式の城館ヨハンニスブルク城がマイン川を睥睨している。

### ウンターマイン

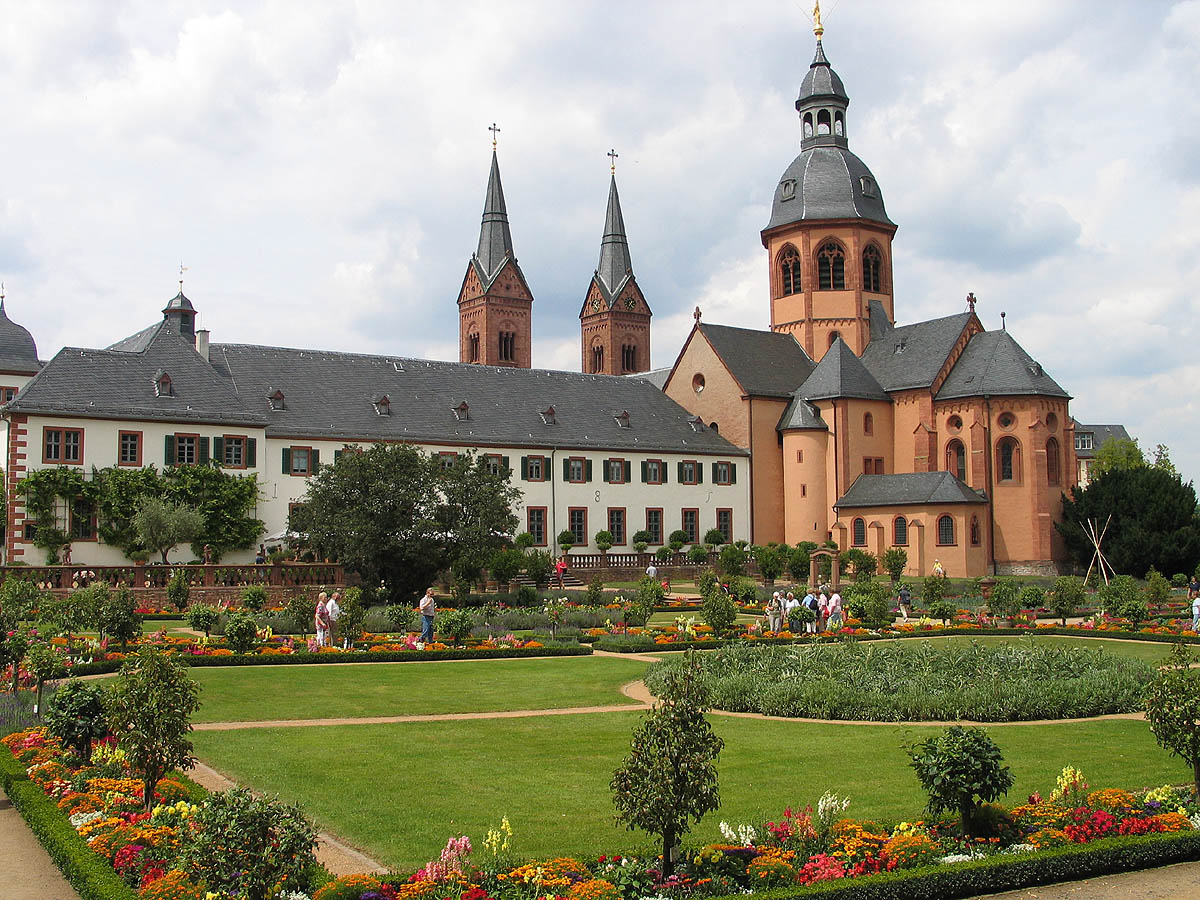
ゼーリゲンシュタットのアインハルト・バジリカ

アシャッフェンブルクから河口まで、言い換えればヘッセン州のマイン川は、完全に大都会の中を流れる。数kmにわたって河岸に建物がない区間などほとんどない。
アシャッフェンブルクから下流のマイン川は緩やかに何度も蛇行しながら北西に向かう。ヘッセン州は左岸の、カロリング朝のアインハルト・バジリカが遺る大変に古い都市ゼーリゲンシュタットから始まる。対岸のカールシュタイン・アム・マインはバイエルン州の町である。ゼーリゲンシュタットの旧市街とシュタウフェン朝の皇帝の宮廷は、直にマイン川の畔に接していた。
こうした歴史的建造物に対して、この流域の多くをなす新しい時代の象徴する建築は右岸の次の街から姿を現す。カール・アム・マインには1961年にドイツで初めて建設された原子力発電所がある。その試験反応炉は1985年に操業停止となり、取り壊された。この他にカールの街では、同名の川がマイン川に合流する。
カールは、マイン川沿岸のバイエルン州最後の街である。マイン川右岸最初のヘッセン州の街は、遠くからもその姿を望むことができる大規模火力発電所であるシュタウディンガー発電所を有するグロースクロッツェンブルクである。その対岸はハインブルクである。さらに数km下ると、右手にハーナウが現れる。左手はかつては独立市だったが現在はハーナウの市区に合併されたシュタインハイム地区である。

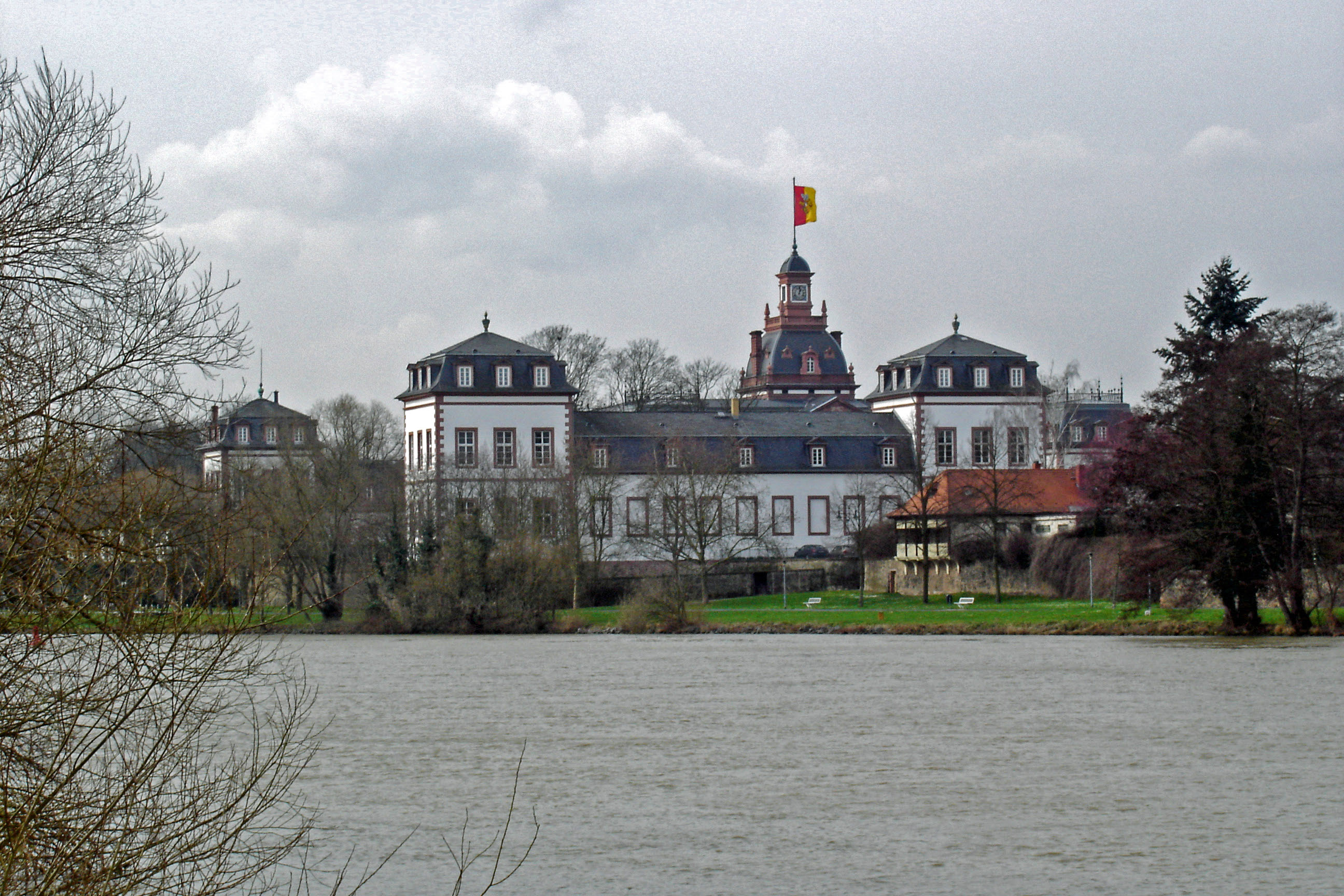
フィリップスルーエ城

キンツィヒ川は、マイン川に合流する手前で旧市街を取り巻くように蛇行する。かつての宮廷所在地で軍の駐留都市であった市街中心部は、今ではその面影を見ることはできない。それは、1945年の空襲で完全に破壊し尽くされてしまった。現在はマイン川最大の港を擁する、人口約9万人の工業都市に変貌した。ただし郊外のフィリップスルーエ城は川から直接眺めることができる。

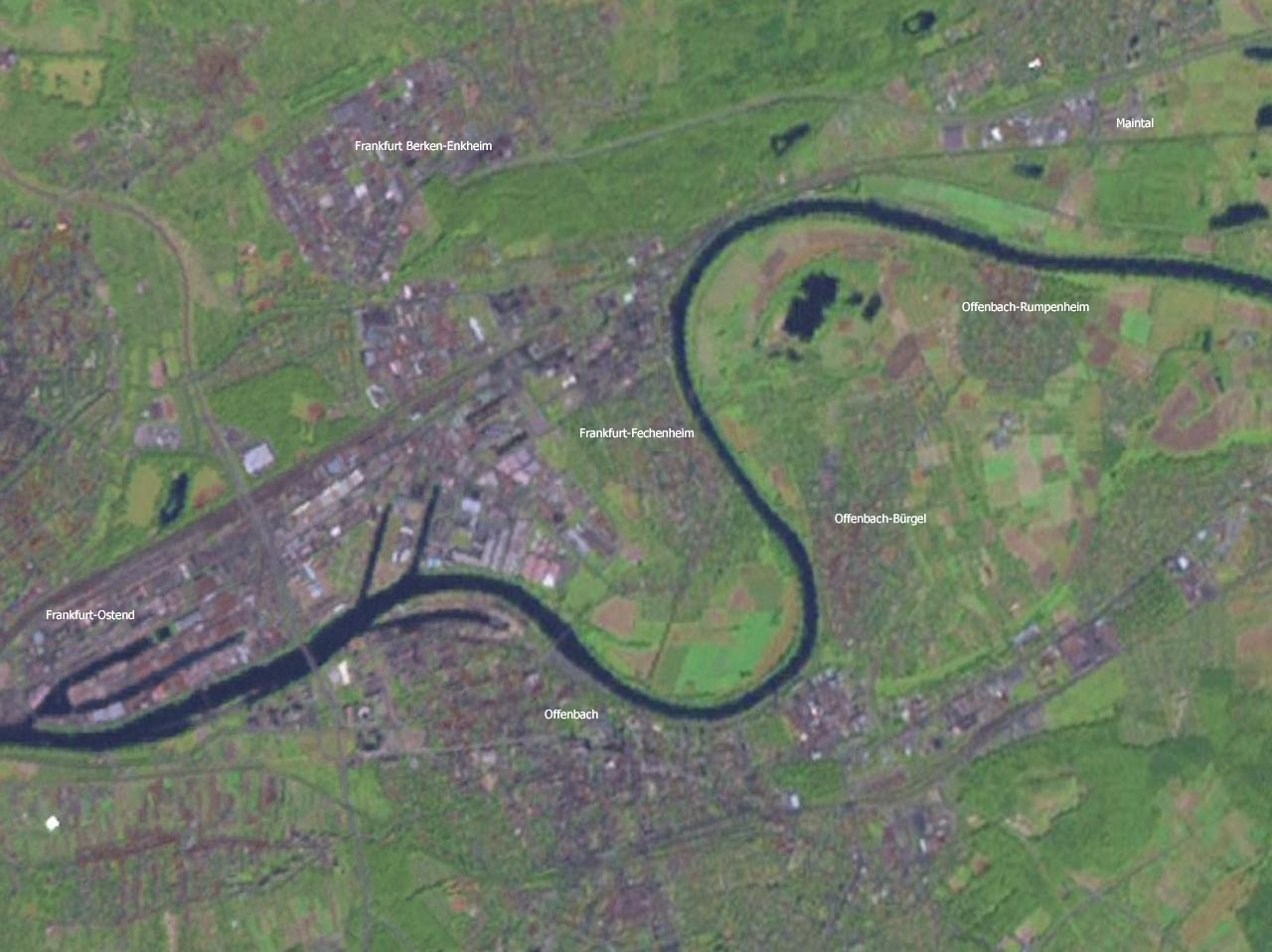
フェッヒェンハイムの蛇行

ハーナウからマイン川は再び西向きに流れ、やがてフェッヒェンハイムの蛇行に達する。マイン川に周囲を取り囲まれた半島状の地域がフランクフルトのフェッヒェンハイム地区で、その対岸は、人口12万人の工業と革製品の都市オッフェンバッハである。オッフェンバッハのマイン川沿いの建物で最も有名なのはイーゼンブルガー城である。

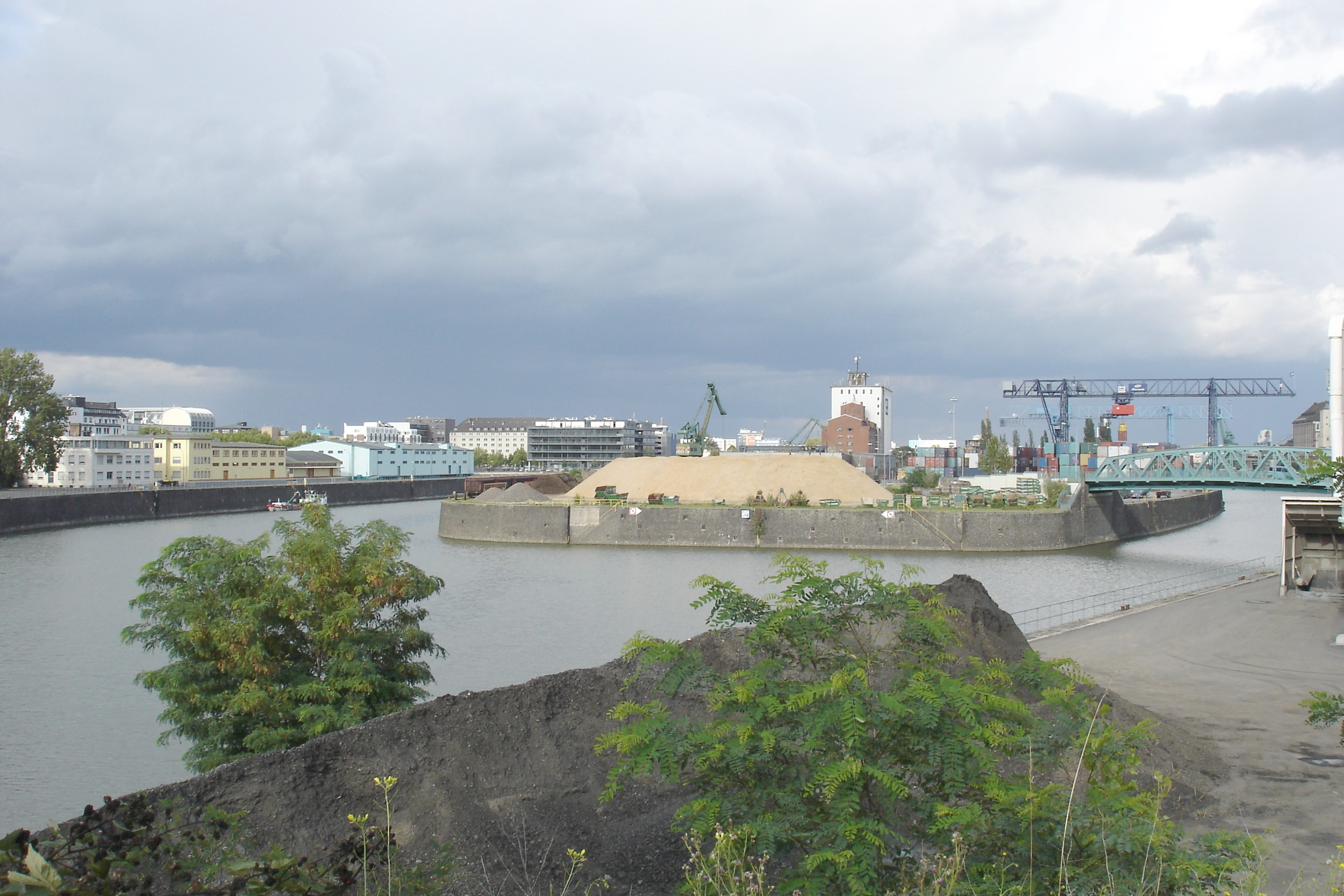
フランクフルト、オステント地区の東港

この頃には、マイン川はすでにドイツ最大の産業密集地域に流れ込んでいる。フランクフルトの、ベルゲン＝エンクハイム地区からフェッヒェンハイム地区、オステント地区を通って、マイン南岸のオッフェンバッハまでがそれである。ここに3つの港が設けられている。オッフェンバッハ港、フランクフルト上港、東港であり、あわせて5つの接岸壁がある。近年の構造変化に伴い港湾施設の一部は廃止された。オッフェンバッハ港の突堤にはビーチクラブができた。
オッフェンバッハ堰のすぐ下流にフランクフルト市民の憩いの場であるゲーバーミューレがある。ここは1815年にヨハン・ヴォルフガング・フォン・ゲーテとマリアンネ・フォン・ヴィレマーが密かに会った場所でもある。

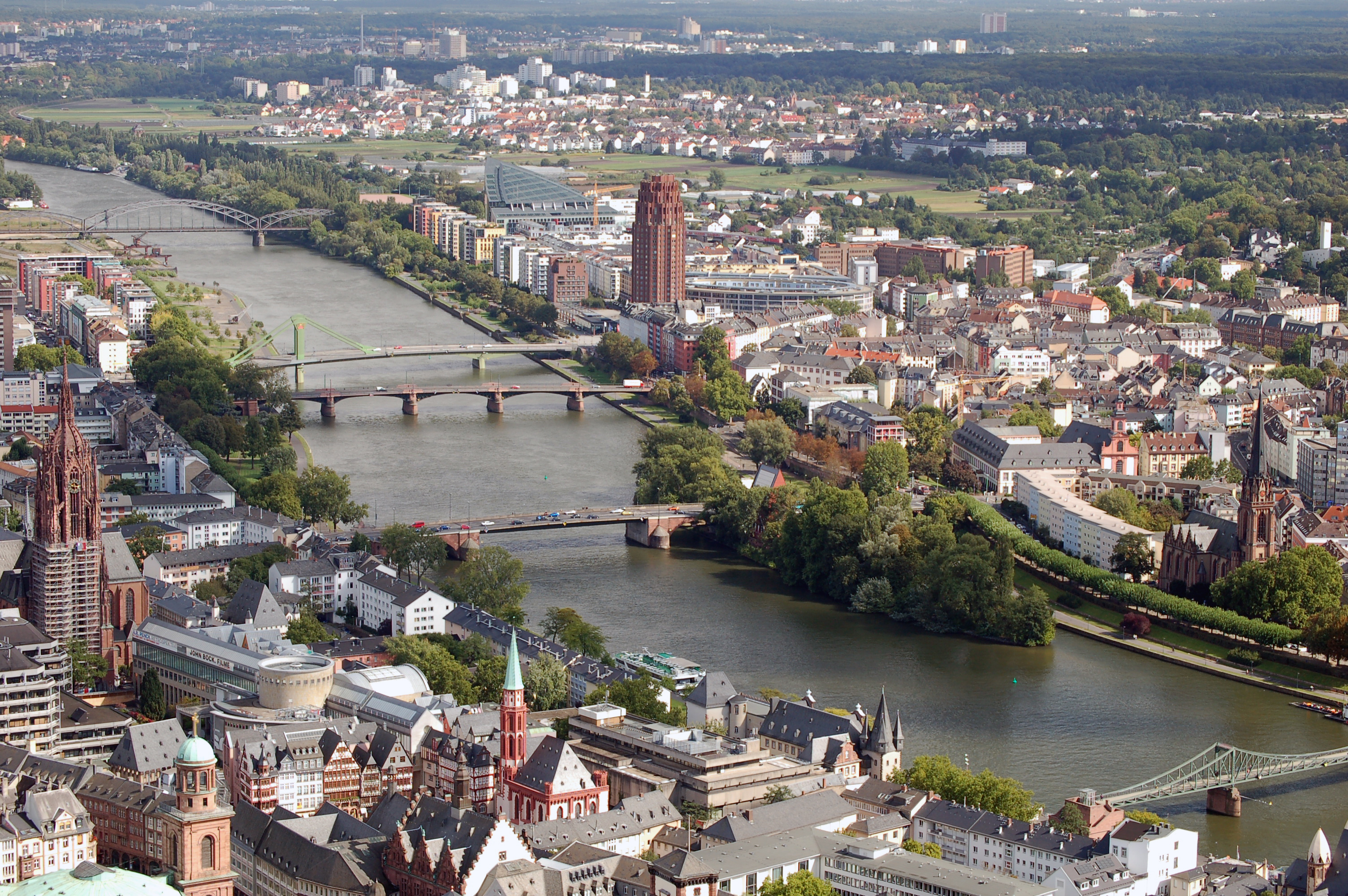
フランクフルト中心部を流れる（画面左上から右下へ）マイン川。上流から順番に、
ドイチュヘルン橋、フレッサー橋、オーベルンマイン橋、古橋、アイゼルナー・シュテク

この後、マイン川はフランクフルト中心部を流れ下る。ドイチュヘルン橋からマイン＝ネッカー橋までは、ドイツで最も印象的な大都会の風景を味わえる場所の一つである。大都会の真ん中を、河岸に広く都会的な遊歩道を持つ大きな川が貫いている風景はドイツでは珍しい。大都市内での水を用いた演出という意味では、ケルンのライン河畔やハンブルクのアルスター川（あるいはアルスター湖）といった例があるが、フランクフルトに似た例は、エルベ川が流れるドレスデンくらいしかない。

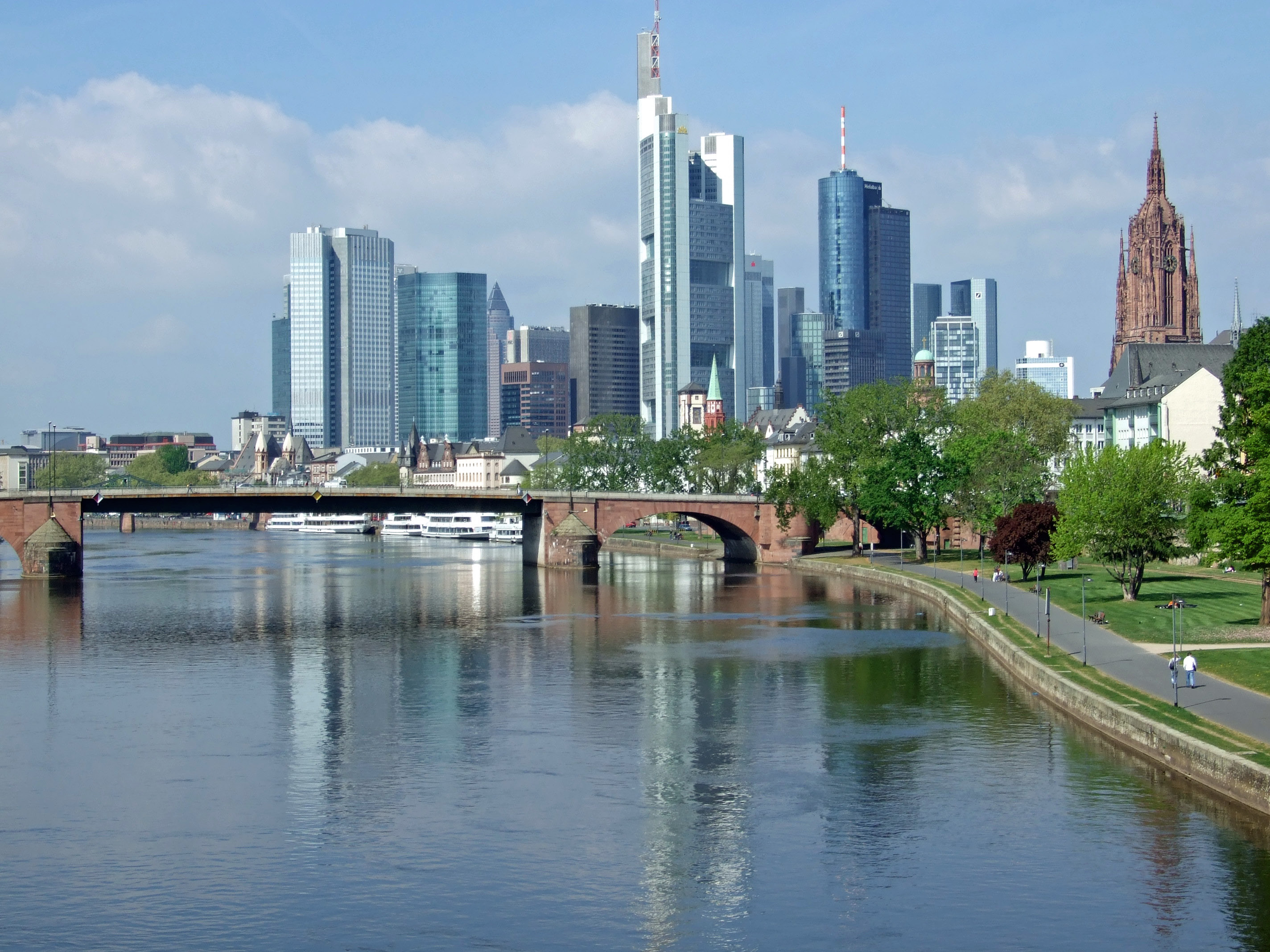
高層ビルを背景にした大聖堂の塔

この区間には9本の橋が架かっている。S-バーンとU-バーンがそれぞれ地下で川を横切っている。東から近づくと、様々なメディアで馴染み深い、高層ビルを背景にした大聖堂や旧市街教会の塔の風景を見ることができる。マイン川の右岸には旧市街が位置し、左岸は博物館堤 (Museumsufer) があるザクセンハウゼン地区である。マイン川の小島の上に古橋が架かっている。レーマーベルクのザールホーフとザクセンハウゼン地区の三位一体教会の間を歩行者専用橋のアイゼルン・シュテクが結んでいる。
都市中心部の終わり近くの右岸に、ヨット専用港として用いられている閉鎖されたフランクフルト西港がある。かつて港湾施設があった場所は、新しい住宅や産業地区になっている。

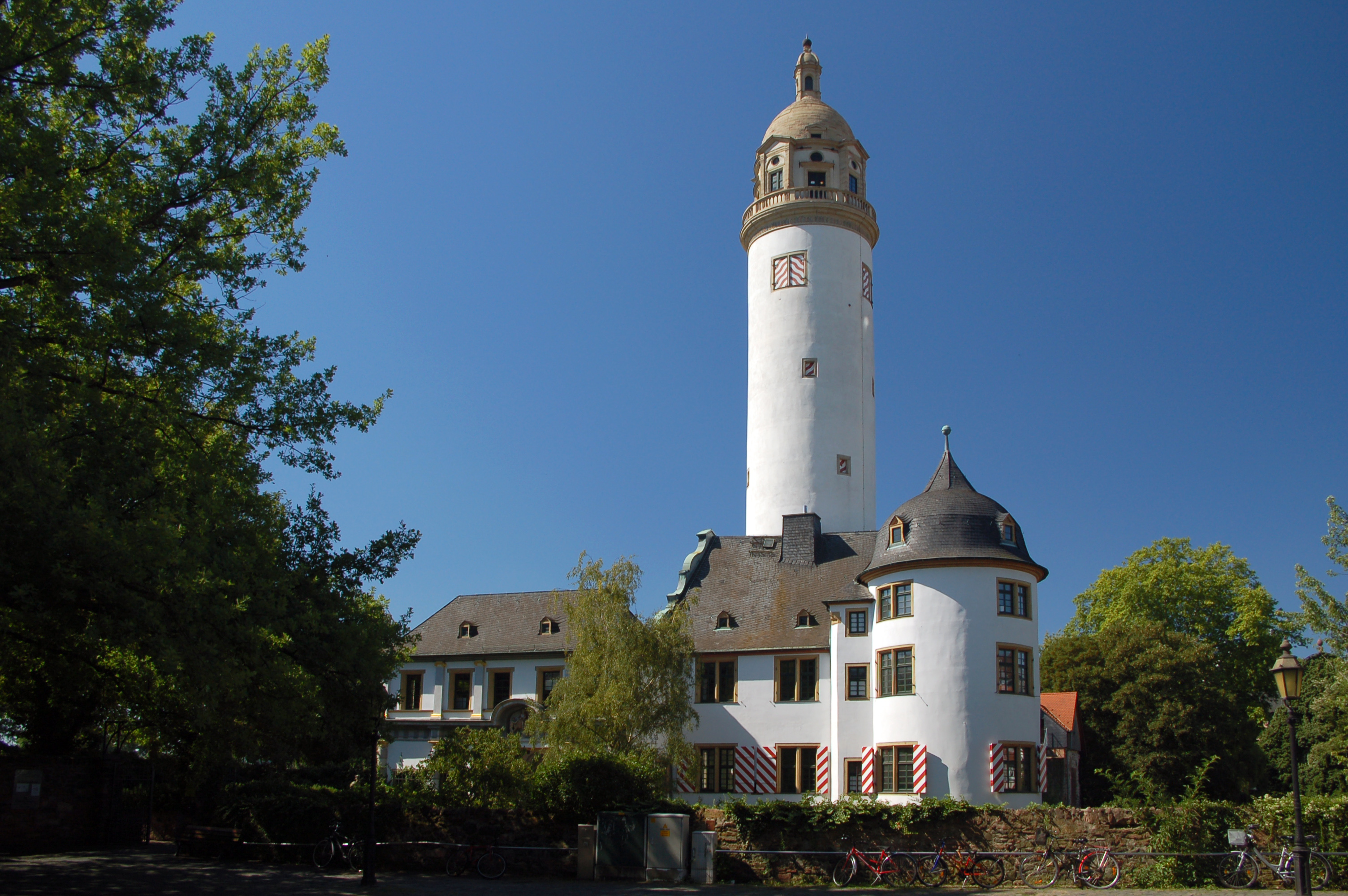
ヘヒスト城

中心部から数km下流右岸のニッダ川の合流点近くに現在はフランクフルトの市区となっている古い都市ヘヒストがある。大司教の城館のルネサンス様式の塔、カロリング朝のユスティヌス教会、よく保存された都市防衛施設は遠くからもよく目立つ。ヘヒストの旧市街のすぐ西側のマイン川両岸には4km²の広さを持つヘヒスト・インダストリー・パークがある。ここは、かつてヘキスト化学コンツェルンの本社があった場所で、企業専用港の「トリモーダルポート」、コンテナの積み降ろし場や鉄道施設などがあった。さらに下流の右岸に、フランクフルトのジントリンゲン市区が現れると、川は左にカーブし、やがて左手にケルスターバッハが現れる。
ケルスターバッハからは、ケルスターバッハ石油港（フランクフルト空港用である）沿いに右に蛇行する。石油港の後、左岸には貨物船の輸送港がある。右岸にはハッタースハイムのオクリフテル地区が姿を現す。ここには小さな貨物港がある。夏期だけだがオクリフテル - ケルスターバッハ間に人や自転車を運ぶ渡し船が運航される。オクリフテル地区に続いて、エッダースハイム地区と同名の堰が現れる。
アウトバーンA3号線とドイツ鉄道のフランクフルト - ケルン線の橋を越えると左手にシェル石油の石油港がある。風景にわずかだが自然の姿が再び現れる。両岸には木が植えられ、一部は砂の河岸となっており、暑い日には泳いでいる人もいる。ラウンハイム側の左岸に沿って連邦道B43号線が走っている。かつてのラウンハイムの堰はヨットクラブ・ウンターマインの所有となり、港として活用されている。この港への入り口に接岸壁がある。
マイン川右岸はフレアスハイム市で、ボートクラブの船着き場やボートハウスやシェルのタンカーのための港がある。この石油港の対岸、左岸はアダム・オペルAGの本社があるリュッセルスハイムである。
河口直前、右岸のホッホハイム付近で、ブドウ畑が思いがけなく現れる。このワインは、ラインガウ・ワイン生産地区に属すホッホハイマー・ワインとして名高い。そして、最後の堰であるコストハイムの堰が現れる。

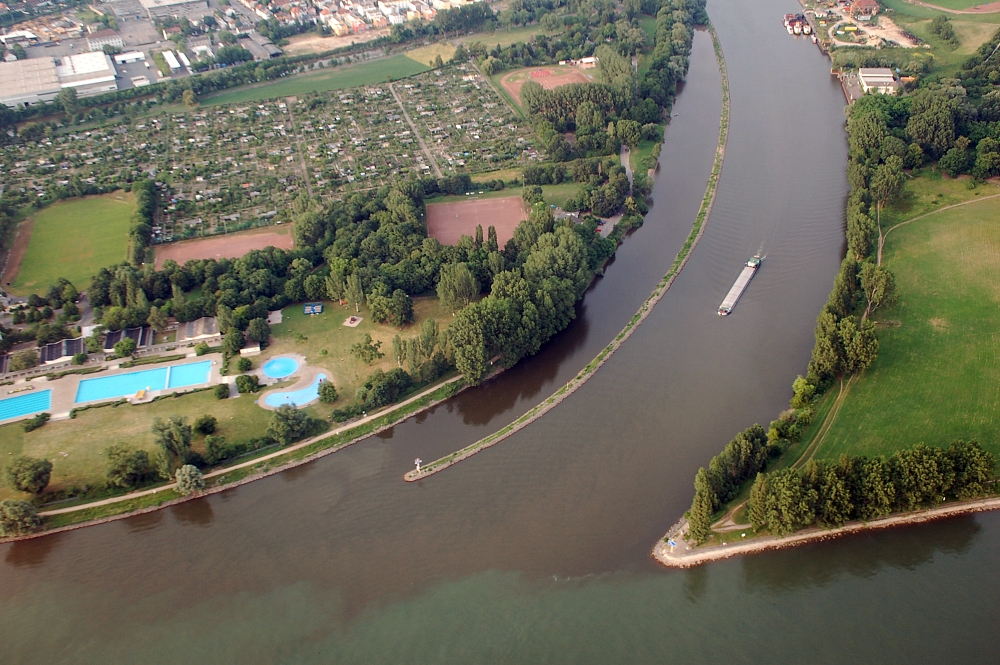
マイン川河口

マイン川沿い最後の町は、右岸がコストハイム、左岸がグスタフスブルクである。ともに1945年まではマインツの市区であったが、ヘッセン州が行ったこれら市区の分離により、コストハイムはヴィースバーデン、グスタフスブルクはギンスハイム＝グスタフスブルクに属している。
ライン川に注ぐ河口は、マインシュピッツェと呼ばれ、マインツ要塞の対岸にあたる。別の古い川筋は、コストハイムの港として利用されており、その間の島は、Maaraueと呼ばれている。

## 地形学と水文学

### 地質学
マイン川の原型は、およそ3500万年前の漸新世の初めにはすでに存在していた。ただし、現在のように東から西に流れていたのはバンベルクまでで、そこからは現在のレグニッツ川/レドニッツ川の川筋を流れ、アルプスの前山地方に広がっていた海、テチス海へアウクスブルク付近から注ぎ込んでいた。1470万年前に、隕石の落下（ネルトリンガー・リース盆地の形成）により飛来した瓦礫の塊によって原マイン川はトロイヒトリンゲンの北で堰き止められ巨大な湖を形成したが、やがてそこから流れ出すようになった。
約200万年前の第三紀末期まで、マイン地域は南に向かう川筋によってドナウ川に排水していた。まず、オーバーライン地溝ができたことで、分水界が南東に移動した。これに伴って、まずはマイン下流域がその川筋を西に転じ、やがてマイン中流域もこれに続いた。マイン上流域は、ドナウ/ギュンツ間氷期にハースフルトのコイパー層を突破し西に向かって流れ始めた。
更新世の初めまでに、マイン川の流路は、全域が現在のそれとほぼ一致する形となった。これ以後、マイン川は比較的短い期間に100mもの渓谷を刻みつけた。間氷期と氷期の交替により比較的幅の広い平らな渓谷が生まれ、後に狭く深い谷が刻み込まれた。氷期になると冷却風化作用で大量の岩屑が堆積、間氷期にそれが押し流された。こうした気候変動とそれに伴う川の流れの度重なる変化により、谷はテラス状の段丘となっていった。
段丘内部で、渓谷が埋まっていた現象を観察することができる。古更新世の末期にはマイン川の渓谷には60mにも及ぶ大量の堆積物があった。その原因ははっきりと判明していない。この堆積物の層は、氷期-間氷期の繰り返しの間もそのままであり、中更新世の末期以降マイン川は、これを現在のレベルにまで浸食していった。
マイン川の特徴の一つに、マイン川がムシェルカルクの土地とブンテル砂岩の土地を流れることに起因する蛇行の多さが挙げられる。

### 水流
マイン川の平均水量は、シュヴァインフルトで112m³/s、ヴュルツブルクで120m³/s、アシャッフェンブルクで155m³/s、フランクフルトで200m³/s、ラン川に合流する河口付近で約225m³/sである。ただし、この水量は、年間で大きく変動する。最も水量が多いのは1月から3月で、夏の終わり頃が最も少なくなる。
1970年代から2000年にかけてバイエルン州は "Überleitung"というシステムを構築した。このシステムは、アルトミュール川の水をマイン＝ドナウ運河を介してマイン川流域に送るもので、これにより水量の少ないレグニッツ川の水量を15m³/sまで上昇させた。フランケン湖水地方全体では年間1500万m³がフランケン方面、ひいてはマイン川に振り分けられた。Überleitungは、バイエルン州の水利経済上最大のプロジェクトであった。このプロジェクトは1970年にバイエルン州議会の全会一致で決議された。これに対して、批判者達は環境への憂慮を表明している。彼らは、Überleitungがドナウ川水系からライン川水系へヨーロッパ分水界を越えて大量の水を移動させることは、自然界の水分平衡に許容し得ない多大な干渉を及ぼしていることだ、と主張している。このプロジェクトの支持者らは、このシステムは、特に水量が減る夏期の水質を改善するなどマイン川の環境改善に寄与し、アルトミュール川およびドナウ川の洪水の危機を軽減するものであるということを強調している。

### 水質
20世紀にはいるまで、マイン川は中央ヨーロッパでも魚の豊かな川であった。工業化が推進され人口が増加するにつれ水質は悪化していった。汚水処理施設の建造は、たとえばフランクフルトでは1882年以降、進んでいなかった。
第二次世界大戦後、それまで川に設けられていた水浴場が次々に閉鎖されていった。1960年代には川に魚の死骸が浮き、1970年代の水質検査では水質クラスIII（非常に強く汚染されている）からIV（過度に汚染されている）という評価を受けた。ウンターマインでの汚染のピークは、1976年の夏であったといわれている。そうした中、フランクフルトの生徒達が行った実験が一大センセーションを巻き起こした。生徒達は、金魚を水質を測るモニタとして利用し、フランクフルトの様々な場所から採取した川の水で飼育を行った。その結果、ヘキスト社より下流側で採取した水の金魚が死んでしまったのだ。
自治体も企業も汚染処理施設を改良あるいは新設し、企業排水の改良に配慮がなされた結果、水質は徐々に回復していった。"Biologischen Gewässergüte der Fließgewässer in Hessen"（『ヘッセン州の河川の生物学的な水質』）の活動報告によれば、マイン川のヘッセン州内全域における2000年の水質レベルは、クラスII（かなりの負荷）という評価であった。残された負荷は、上流域の排水の多くの部分、たとえば大量の降雨や農業排水に起因する負荷であり、これを軽減するのは難しい。
それでも、マイン川の水浴びは、微生物による感染の可能性が排除できないとして、引き続き警戒が呼びかけられている。2004年には、トライアスロン・アイアンマン・ジャーマニーを、それまでのランゲナー・ヴァルトゼー（フランクフルトの南15kmほどにある湖）に替わってマイン川で行うために、オッフェンバッハ堰とグリースハイムの間に10万m³の飲料水を投入して、一時的に水質を改善することで水泳の競技場としようという議論がなされた。一般大衆を含め広い議論が行われたが、このアイデアは未だに実現してはいない。

## 動植物
19世紀までマイン川は、動植物種の多い川であった。川沿いの多くの町や村では、中世以来、たとえばフランクフルトでは945年以来、漁師のツンフトが組織されていた。しかし、船舶の航行に必要な河川改修（たとえば護岸工事など）により、既述の通り、水質汚染が生じ、これに伴って魚の種類が減っていった。たとえば、ウンターマインでは、30種から35種類ほどいた魚が4種類にまで激減した。産業としての漁業は機能停止に陥った。水質改善とともに元来そこにいた魚たちが戻りつつある。しかし、それは彼らが生き延びたというわけではなく、飼育放流されたものである。
魚類環境上、マイン川は、ブリーム地域あるいはバーベル地域に属す。観察できる魚類は、ヨーロッパウナギ(Anguilla anguilla)、バーベル(Barbus barbus)、ブリーム(Abramis brama)、チャブ(Leuciscus cephalus)、パーチ(Perca fluviatilis)、シルバーブリーム(Blicca bjoerkna)、デイス(Leuciscus leuciscus)、ノーザンパイク(Esocidae)、コイ(Cyprinus carpio)、ネイズ(Chondrostoma nasus)、アスピウス・アスピウス(Aspius aspius)、ローチ(Rutilus rutilus)、ラッド(Scardinius erythrophthalmus)、テンチ(Tinca tinca)、ブリーク(Alburnus alburnus)、ヨーロッパオオナマズ(Silurus glanis)、パイクパーチ(Sander lucioperca)である。一方、まだ戻ってきていない魚もあり、タイセイヨウサケとチョウザメがその代表的存在である。2020年までにライン水系にサケが棲息で来る生活環境を回復することを目標としたLachs 2020（Lachs=サケ）というプロジェクトが創設された。その活動は、河原の草地や川筋を改良し、適切な産卵場所を設けようというものである。マイン川水系でのこうした場所には、以前サケが棲息していた川、たとえばローダッハ川やキンツィヒ川が候補になっている。
マイン＝ドナウ運河が開通した1992年以降、約20種類のドナウ水系の魚がマイン川に棲息場所を拡大した。その中には、たとえば、モツゴ(Pseudorasbora parva)、チューブノーズゴビー(Tubenose goby、Proterorhinus marmoratus)、アウピウス・アスピウス、ヴィムバブリーム(Vimba vimba)、ホワイトアイブリーム(Abramis sapa)がある。

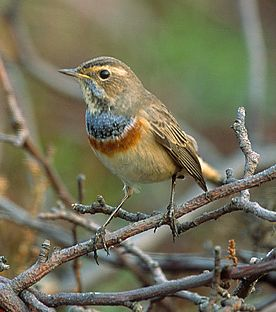
オガワコマドリ

マイン川上流域の草原は、カワセミ、コチドリ、オガワコマドリ、ヨーロッパチュウヒ、カワトンボ科のトンボなどの珍しい動物の生息地になっている。自然の河床に戻すなどの試みがなされ、地域を越えた重要な生物保護が始まっている。
1992年のヨーロッパ動植物生息地指令により、連邦政府は保護地域に指定された地域の環境状況や危機に瀕している動植物の生息地についてブリュッセルに報告することを義務づけられた。政府の提案により採択された地域は、EUの鳥類保護指針に報告された鳥類保護地域とともにヨーロッパ自然保護地域システム Natura 2000を形成することになった。バイエルン州は、こうしたプロジェクトの枠組みの中でマイン川沿いの地域もいくつか報告している。たとえば、カウエルンドルフからトレプガストの間のマイン川の草原や石灰石の斜面、タイゼナウからリヒテンフェルスの間およびシュタッフェルシュタインからハルシュタットの間のマイン渓谷、エルトマンとハースフルトの間の草原がそれである。

## マイン川の洪水と流氷

### 洪水

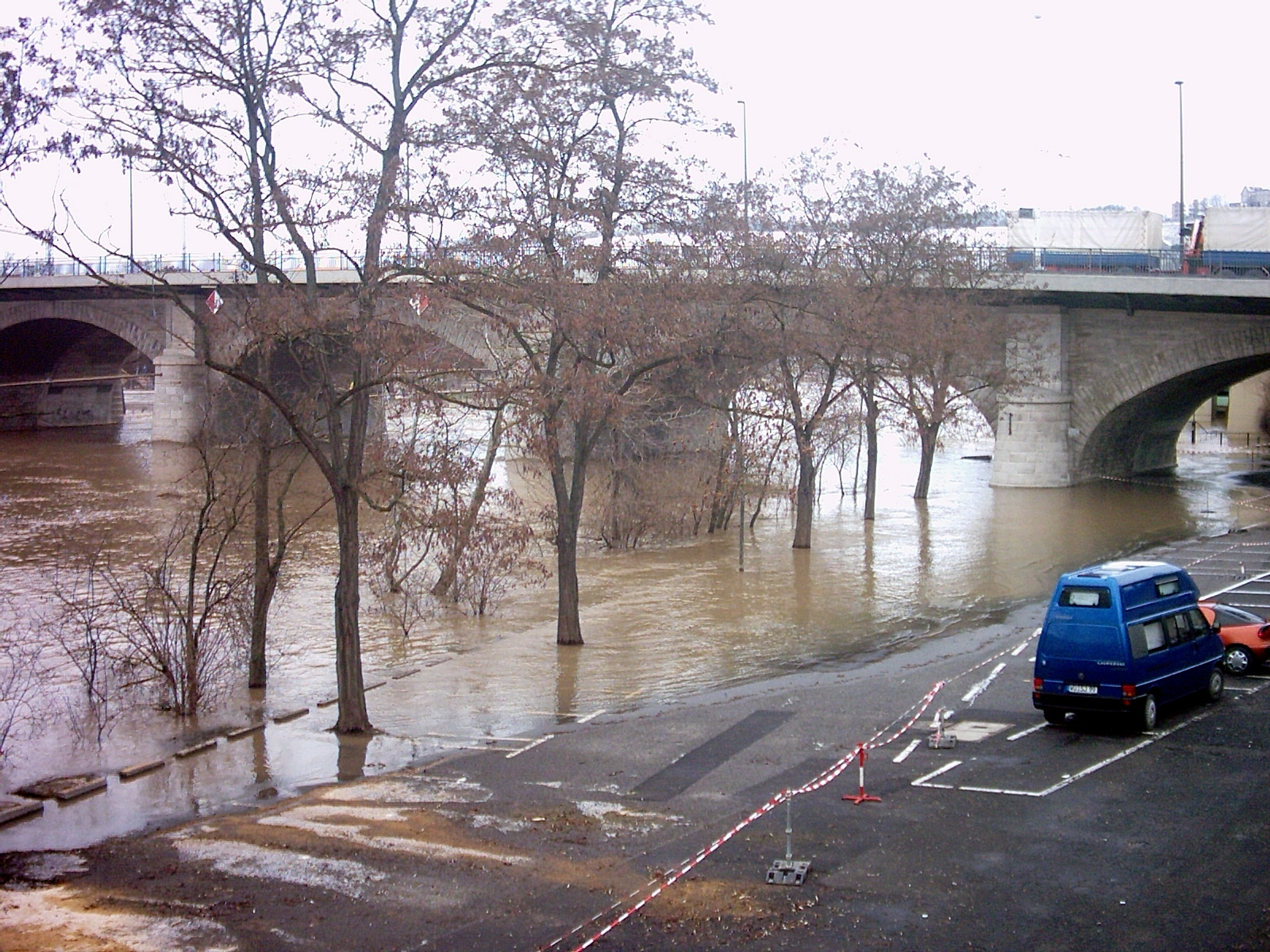
2005年2月の洪水。ヴュルツブルク

何世紀もの間には、甚大な被害を与え、人命を奪ったマイン川の氾濫が数多く記録されている。ヴュルツブルクやフランクフルトのマイン川に架かる橋は洪水により何度か破壊されている。中世の記録はとぎれとぎれでバラバラの記録であるが、17世紀以降の大規模な洪水に関しては、記録文書と測定値が遺されている。ヴュルツブルクには、14世紀にヴュルツブルクを襲った最も激しかった洪水の記録がある。洪水の被害範囲はそれぞれまったく異なっている。たとえば、2003年1月の洪水ではヴュルツブルクの水位計測所では1995年1月の洪水よりも約30cm高い浸水があったが、フランクフルトはギリギリのところで洪水の難を逃れている。
フランクフルト・アム・マインでの平均水位は、水位計のゼロポイント（海抜90.64m）から177cmである。水位が300cmになると船舶の航行が制限され、370cmで全ての船舶の航行が禁じられる。さらに水位が上がると、堤防を越えて浸水が起こる。こうした浸水は、平均3年に1回起こっている。

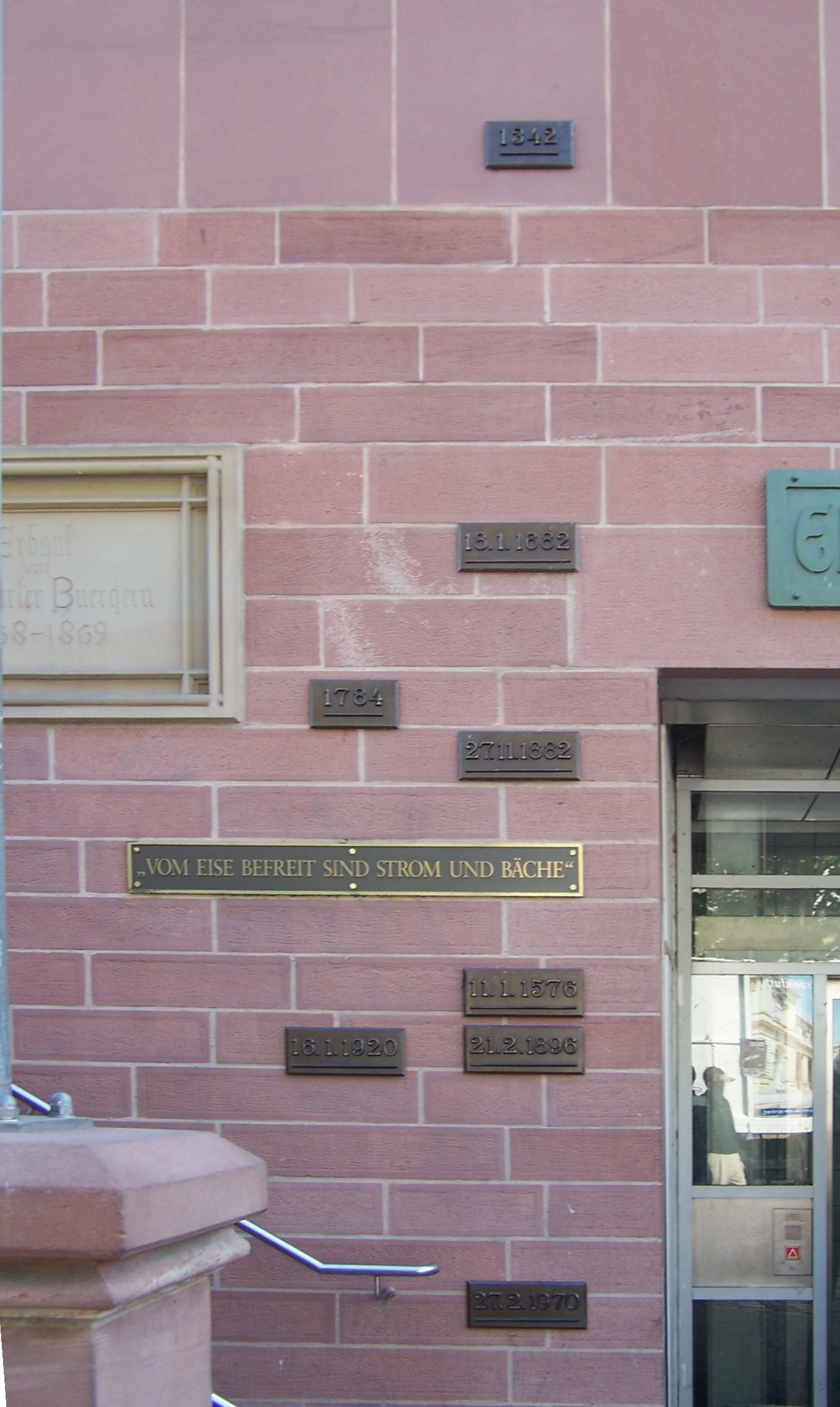
フランクフルト市内の建物の壁に付けられた洪水の水位

1826年以降、フランクフルトにおける水位は、最初は物理学協会によって、1845年からは市の測量局によって常時測定されている。19世紀には浸水のあった年が40回あった。多い年には2回、1845年には3回も浸水にみまわれている。規模の大きな浸水は、以下の通り。
- 1845年3月: 約6.40m
- 1882年 11月27日: 6.33m
- 1896年2月21日: 6.20m
- 1882年12月31日: 5.70m

20世紀から21世紀（2007年10月現在）には、浸水にみまわれた年は35回あった。
- 1920年1月16日: 6.18m
- 1909年2月: 5.96m
- 1995年1月30日: 5.47m
- 1970年2月27日: 5.40m

総じて、マイン川の河川改修に伴い川が深くなった後は、洪水の減少が認められる。
何世紀も前の時代には、はるかに大規模な洪水が伝承されている。記録されている最悪の氾濫は1342年7月に起こった、いわゆるマグダレーナ洪水である。この時は、ヴァイスフラウエン教会の1.71mのsieben Schuhの高さまで水があった。これは、現在の水位では7.85mにあたる。このほかの歴史的な洪水は以下の通り。
- 1682年1月17日: 約6.90m
- 1784年1月27日から3月4日: 約6.59m

マイン川の氾濫は、もっぱら冬期に起こっている。また、雪解け時の降雨の後にも起こっている。前世紀以前は特に、溶けだした氷が流れ出すのと洪水が同時に起こり甚大な被害を及ぼしたことが、たとえば1306年、1784年、1882年の記録にみられる。

### 流氷
19世紀の終わりまで、ライン川はおよそ2年に1度の割合で、一番早くは11月（1513年11月13日）、遅いときは1月に全域が氷結していた。この氷は、1月末から3月末（1845年3月25日が一番遅い記録）に割れる。こうして流れ出した氷が、橋や堤防に、しばしば甚大な被害を与えた。
最も長く凍結していたのは1768年で79日間（1月3日から3月22日まで）であったが、ゲーテが『復活祭の散歩』（『ファウスト』第1部）で
「春の恵みある、物呼びさます目に見られて、

大河にも細流にも、もう氷がなくなった。」
と書いているように、東部ではこれよりも長かった（復活祭は通常3月末から4月中）と推測される。
20世紀になると、河川改修や発電所あるいは工業排水の影響で水温が上昇したため、厳冬期でも氷結することはほとんどなくなった。フランクフルトで最後に氷が見られたのは1962年から1963年にかけての冬であった。上流部では、これ以後も特に厳しい寒さの年、たとえば1984年から1985年の冬や1995年から1996年の冬には川が凍結し、船舶の運航が停止された。氷のために船舶の運航が妨げられたのは2002年1月、2006年の1月から2月にもあった。

## マイン川の航行

### 古代から19世紀まで

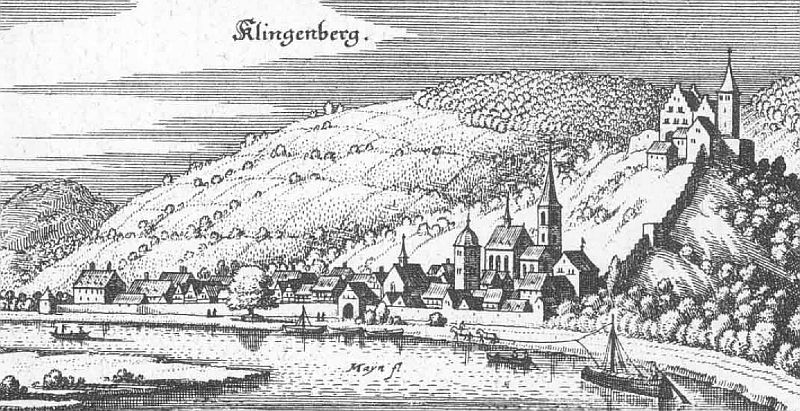
クリンゲンベルクを描いた1655年の地誌の挿し絵。船を馬が曳いている様子が描かれている。

すでにローマ時代には、マイン川は水上交通路として利用されていた。アウグストゥスやティベリウスによってローマ帝国が拡張していった時代には、マイン川は北ドイツのリッペ川とともに2つの主要なゲルマニア侵攻ルートの一つであった。マイン川がライン川に注ぐ河口の向かい側にローマ人がマインツを築いたのもこの川筋が戦略上決定的な重みを持っていたためである。
小さな支流のニッダ川沿いにあるローマ人の入植地であるニーダ（現在はフランクフルトのヘッデルンハイム市区内）からボートの港跡が発見された。ニッダ川やマイン川を介して、ライン川右岸のcivitas taunensium（ニーダはその首邑であった）とマインツの間で商品の輸送がなされていた可能性がある。
出土品からも文献からも中世にはマイン川の航行が重要であったことがわかる。多くの入植地が、荷物の積み下ろしおよび商取引か、あるいは通行税徴収によって発展した。カール大帝は、マイン川とドナウ川の間に運河を設けるプロジェクトに固執した。しかし当時は、技術的な困難を克服することはできず、この計画は頓挫した。この時の、Fossa Carolina（カールの溝）の跡がトロイヒトリンゲン付近に見られる。
中世の船は、排水量10から20tで、1日に100kmほど航行することができた。船の操舵は竿か、曳いてもらうかしかなかった。そこで、30kmほどの間隔で宿営地が設けられた。夜間は航行が許されなかったので、船乗りは岸辺に着けなければならなかった。

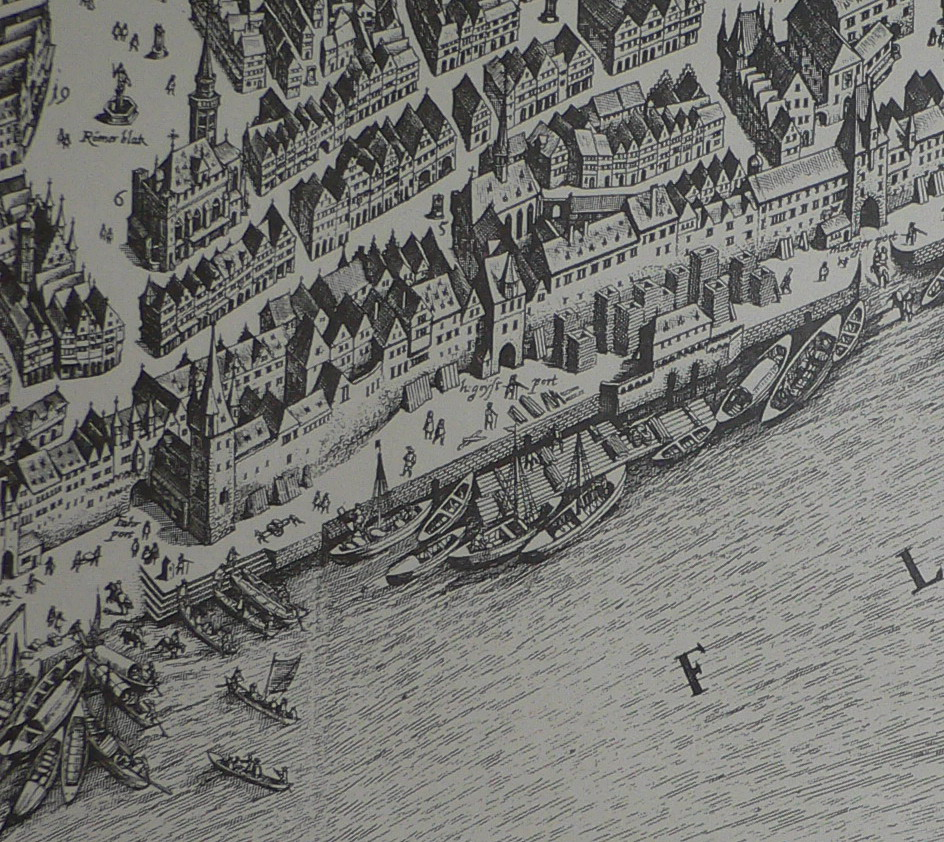
1628年のフランクフルト港の様子

12世紀からフランクフルトとマインツの間に Marktshiffという定期船が運航し始めた。14世紀からは、2隻の船で1日おきに上り下りするようになった。この船は、人や貨物あるいは郵便を運んだ。フランクフルトのファールトーア前を毎日10時に出発した。マインツまでの所要時間は約7時間から9時間ほどであった。1391年にドイツ王ヴェンツェルは、Marktschiffに関する裁判権を自由都市マインツに与えた。また1474年には、Marktschiffに対する権利はマインツ選帝侯が有していた。フランクフルトはMarktschiffに対する権利を喪失したのである。
定期船であるMarktchiffに対して、自由航路はどちらかといえばあまり重要ではない。1337年以後フランクフルトには船員のツンフトは存在しなかった。少数の船員達は同時に果実商人でもあった。1602年から、春（バラの日曜日）から秋（聖ミカエルの日）までの間、ハーナウからフランクフルトへのMarktschiffが運航されることになったが、この権利はハーナウ伯が有していた。

### 工業化の時代の マイン川交通
19世紀の鉄道の普及は、当初マイン川の船舶輸送の低落を招いた。蒸気船が採用されたとはいえ、それは積載量1000ツェントナー (50t) の小型船であった。19世紀の中頃、ライン川には積載量16,000ツェントナー (800t) の船が航行しており、マイン川への輸送の際には、積み荷をマインツまたはグスターヴスブルクで移し替える必要があった。その上、季節毎に河口付近が砂で浅くなってしまい、船の航行がしばしば妨げられた。ヴィースバーデンへのタウヌス鉄道（1839年）、フランクフルト＝ハーナウ鉄道（1848年）、マインツへのマイン鉄道（1863年）が開業し、マイン川の船舶輸送は、それまで年平均20万tほどであったのが劇的に減少し、最低を記録した1879年には93,400tにまで落ち込んだ。同じ年に鉄道でフランクフルトに到着した貨物は140万tに及んだ。

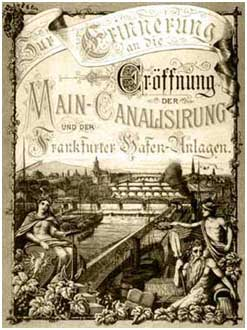
マイン川の運河化と西港開港のポスター（1886年）

フランクフルトの上級市長マム・フォン・シュヴァルツェンシュタインの主導で、マインツとフランクフルトの間に、長さ36kmのマイン川のバイパスとなる運河を掘削する計画が1868年に提唱された。この計画は何度も修正がなされ、結局1875年に、マイン川自体を運河化し、水位を1.5m嵩上げして2.2mとする事でマイン川の船舶輸送に間に合うと判断された。1882年から1885年にマイン川下流域のマインツからフランクフルトの間に5つの堰（コストハイム、フレーアスハイム、オクリフテル、ヘヒスト、ニーダーラート）が建設された。1886年には、マイン川北岸、フランクフルト西部に大規模な港、Westhafen（西港）が開港した。同時に、その対岸には、Kohlehafen（炭港）が設けられ、1912年まで稼働していた。1905年までの西港の貨物取扱量は1,565,000tで、その半分がルール地方からの石炭やコークスであり、帰りには砂や玉砂利が運び出された。西港は落成の10年後にはすでに過負荷になっており、1912年には、これよりも明らかに広大で新しい港、Osthafen（東港）が開港した。
1920年代になると、水門施設を有する5つの堰だけでは、マイン川を航行する船舶を捌ききれなくなった。このため1927年から、水力発電の機能と大規模な水門施設を有する3つの堰（コストハイム、エッダースハイム、グリースハイム）が建設された。

### マインクー

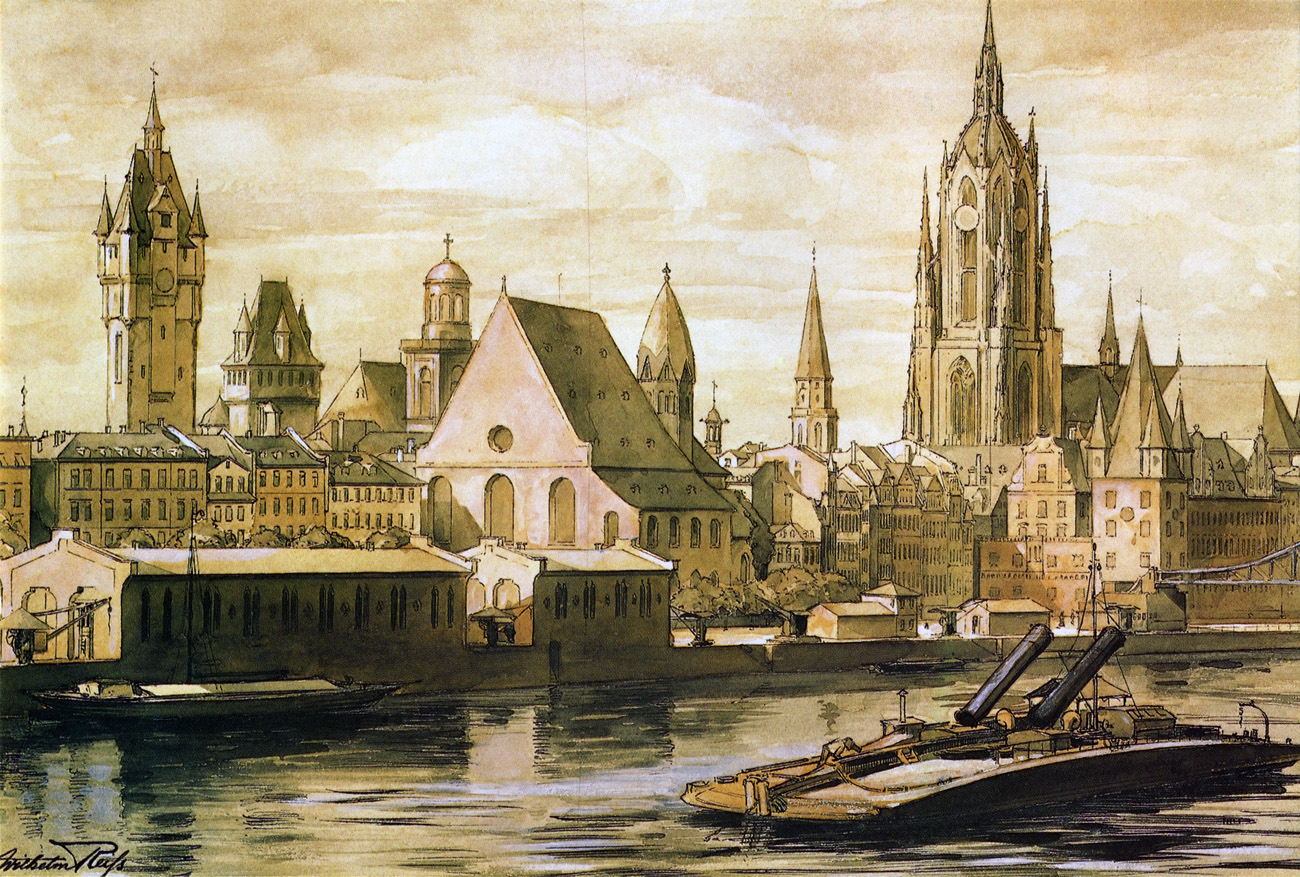
フランクフルトの町並みを背景にしたマインクー（1904-1910年頃）

西港建設後も、船舶交通の90%は、ライン方面への交通であり、当時はまだ運河が完成していなかったオーバーマイン方面への船は10%程度に過ぎなかった。この小さな輸送キャパシティを改良するためにマインツ市民とバイエルン王国はマインケッテ株式会社を創立した。この会社は、エルベ川やネッカー川ではすでに行われていた鎖牽引船をマイン川に導入する会社であった。川に流れに沿って鎖が設けられ蒸気ボート（マインクー）がこの鎖をたどりながら、速度5km/hrで川を上っていった。この蒸気ボートは10艘ほどの小舟を曳航することができた。1886年8月7日に、この鎖搬送システムはマインツ - アシャッフェンブルクの区間に設けられた。1891年には3艘の蒸気ボートがマイン川を行き来していた。その後、鎖搬送システムは1893年にミルテンベルクまで、1903年にキッツィンゲンまで、1908年にはバンベルクまでと、次第に延長されていった。
しかし、この鎖牽引船は、結局主流にはならず、一つのエピソードとして、1920年代に操業を停止した。鎖システムは、1940年まで川に敷設されたままであった。

### 大規模航路への拡張

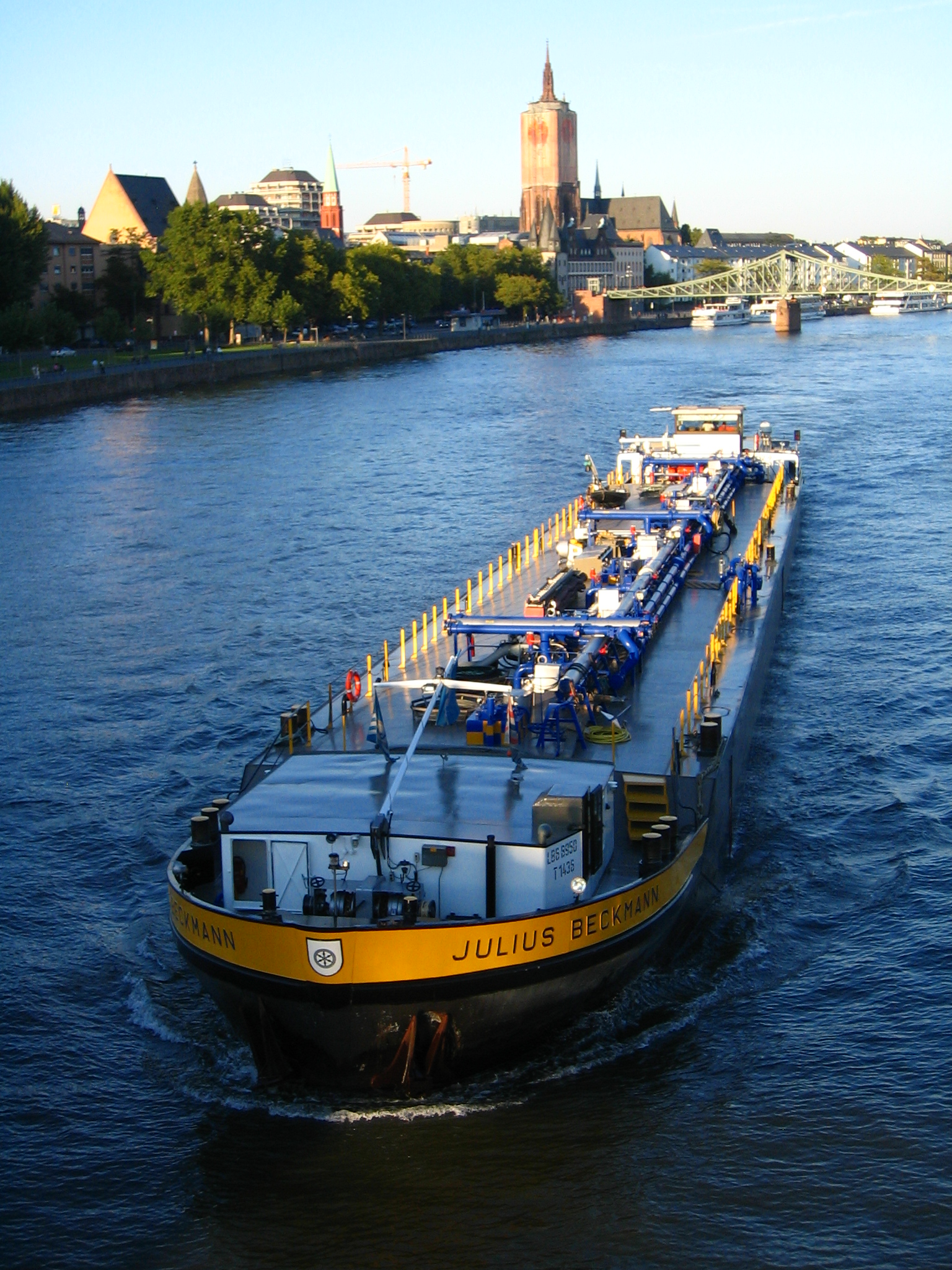
現在のマイン川の水運

鎖牽引船の導入と並行して、堰の建設によるマイン川の運河化は推進されていった。拡張は何段階ものステップを経て上流へと延びていった。1901年にフランクフルトからオッフェンバッハ港までの拡張がなされ、同時にフランクフルト東港の建設が開始された。この港が操業を開始したのは既述の通り1912年であった。1921年にはアシャッフェンブルクまでの区間が運河化され、1949年にはヴュルツブルク - バンベルク間のオーバーマインへの拡張も開始された。歴史的な橋梁やマリエンブルク城砦がある目前の水路にヴュルツブルク水門を建設することは大きな挑戦であった。1962年5月29日にバンベルクまでの拡張工事は完成した。
バンベルクでは、西ヨーロッパの水路とドナウ川とを結ぶマイン＝ドナウ運河が運用開始された。

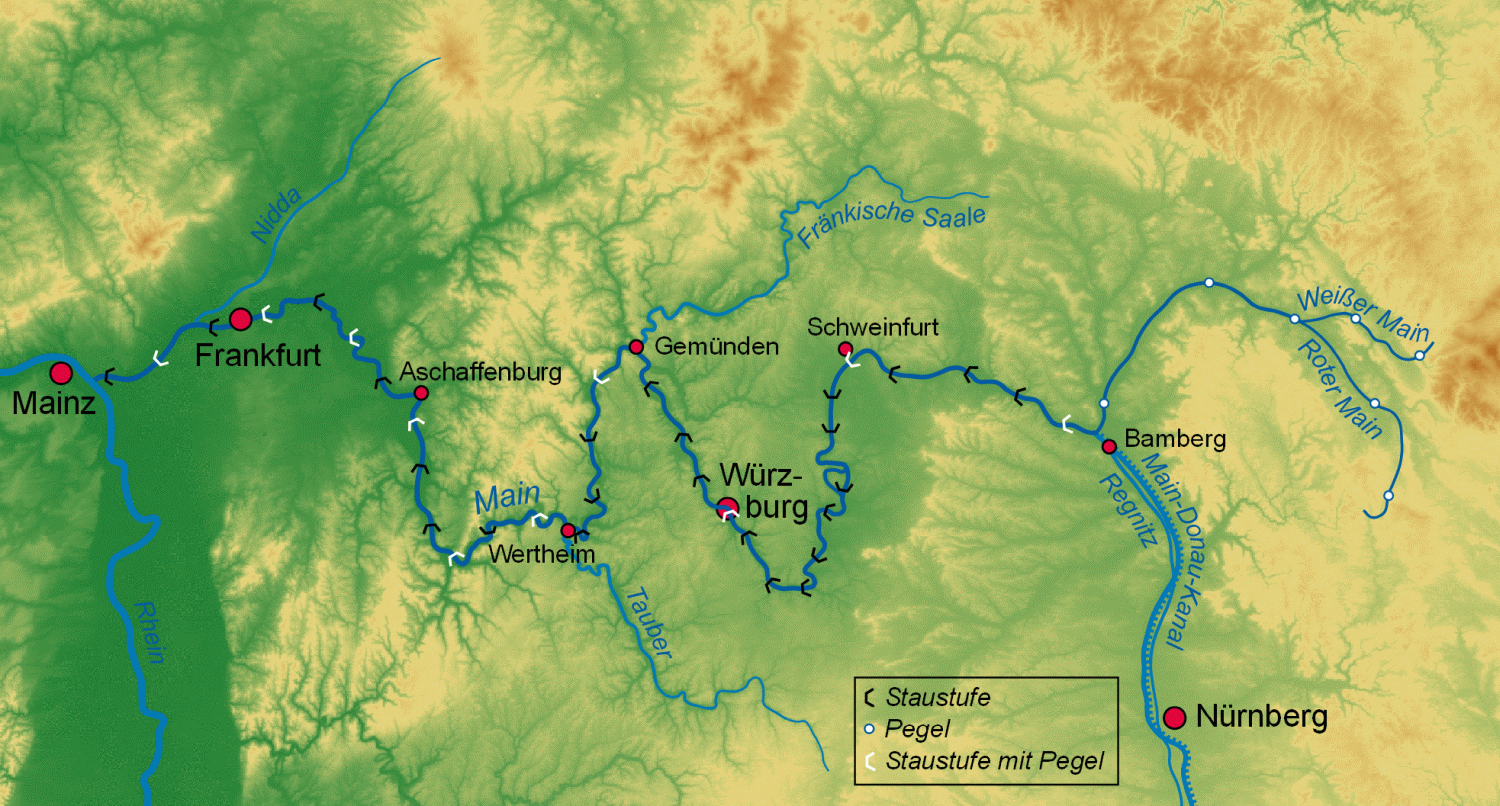
マイン川の堰地図

マイン川の航行水路に指定されている全長388km、標高差147mの間には、バンベルク近郊のフィーレトからマイン川河口までの現在34の堰が存在する。堰は5kmから19kmの間隔で設けられている。閘門のサイズはそれぞれ長さ300m、幅12mである。コストハイム、エッダースハイム、グリースハイムおよびオッフェンバッハの堰にはそれぞれ2つの閘門があり、それぞれ長さは約340m、幅は一方が12m、もう一方が15mである。また、すべての堰に、魚が遡上するための魚梯が設けられている。これらの堰の総水力発電量は、172.55MWである。

### 堰
以下に、すべての堰の概要を示す。
|    | 堰                   | 位置 [河口からの距離] (km) | 堰間の距離 (km) | 海抜 (m) | 落差 (m)     | 発電量 (kW) |
| -- | -------------------- | -------------------------- | --------------- | -------- | ------------ | ----------- |
| 1  | フィーレト           | 380.70                     | 0.00            | 230.86   | 6.00         | 6,200       |
| 2  | リムバッハ           | 367.18                     | 13.52           | 224.86   | 5.36         | 3,700       |
| 3  | クネッツガウ         | 359.78                     | 7.39            | 219.50   | 4.24         | 2,900       |
| 4  | オッテンドルフ       | 345.26                     | 14.52           | 215.26   | 7.59         | 6,300       |
| 5  | シュヴァインフルト   | 332.04                     | 13.23           | 207.67   | 4.67         | 3,800       |
| 6  | ガールシュタット     | 323.50                     | 8.53            | 203.00   | 4.69         | 3,900       |
| 7  | ヴィプフェルト       | 316.29                     | 7.21            | 198.31   | 4.31         | 2,900       |
| 8  | ガーラッハスハウゼン | 300.51                     | 15.78           | 194.00   | 6.30         | 3,900       |
| 9  | デッテルバッハ       | 295.40                     | 5.11            | 187.70   | 5.50         | 4,200       |
| 10 | キッツィンゲン       | 283.96                     | 11.42           | 182.20   | 3.66         | 3,000       |
| 11 | マルクトブライト     | 275.78                     | 8.30            | 178.75   | 3.31         | 2,100       |
| 12 | ゴスマンスドルフ     | 269.03                     | 6.65            | 175.23   | 3.40         | 2,000       |
| 13 | ランダーザッカー     | 258.89                     | 10.14           | 171.83   | 3.30         | 2,000       |
| 14 | ヴュルツブルク       | 252.51                     | 6.37            | 168.53   | 2.75         | 900         |
| 15 | エアラブルン         | 241.20                     | 11.31           | 165.78   | 4.15         | 2,700       |
| 16 | ヒンメルシュタット   | 232.29                     | 8.91            | 161.63   | 4.30         | 2,500       |
| 17 | ハルバッハ           | 219.47                     | 12.82           | 157.33   | 4.90         | 3,000       |
| 18 | シュタインバッハ     | 200.67                     | 18.79           | 152.43   | 5.14         | 4,200       |
| 19 | ローテンフェルス     | 185.89                     | 14.79           | 147.29   | 5.26         | 4,200       |
| 20 | レンクフルト         | 174.51                     | 11.38           | 142.03   | 3.99         | 2,600       |
| 21 | アイヒェル           | 160.47                     | 14.04           | 138.04   | 4.50         | 3,100       |
| 22 | ファウルバッハ       | 147.07                     | 13.40           | 133.54   | 4.51         | 4,100       |
| 23 | フロイデンベルク     | 133.95                     | 13.12           | 129.03   | 4.51         | 4,300       |
| 24 | ホイバッハ           | 122.36                     | 11.59           | 124.50   | 4.00         | 3,400       |
| 25 | クリンゲンベルク     | 113.05                     | 9.31            | 120.52   | 4.00         | 3,000       |
| 26 | ヴァルシュタット     | 101.20                     | 11.85           | 116.52   | 4.00         | 3,400       |
| 27 | オーバーナウ         | 92.91                      | 8.29            | 112.52   | 4.00         | 3,200       |
| 28 | クラインオストハイム | 77.91                      | 15.00           | 108.51   | 6.80         | 9,700       |
| 29 | クロッツェンブルク   | 63.85                      | 14.06           | 101.71   | 2.74         | ---         |
| 30 | ミュールハイム       | 53.19                      | 10.39           | 98.97    | 3.77         | 4,800       |
| 31 | オッフェンバッハ     | 38.51                      | 14.67           | 95.20    | 3.18         | 4,100       |
| 32 | グリースハイム       | 28.69                      | 9.83            | 92.02    | 4.49         | 4,900       |
| 33 | エッダースハイム     | 15.55                      | 13.14           | 87.53    | 3.61         | 3,640       |
| 34 | コストハイム         | 3.21                       | 12.34           | 83.92    | （ライン川） | ---         |

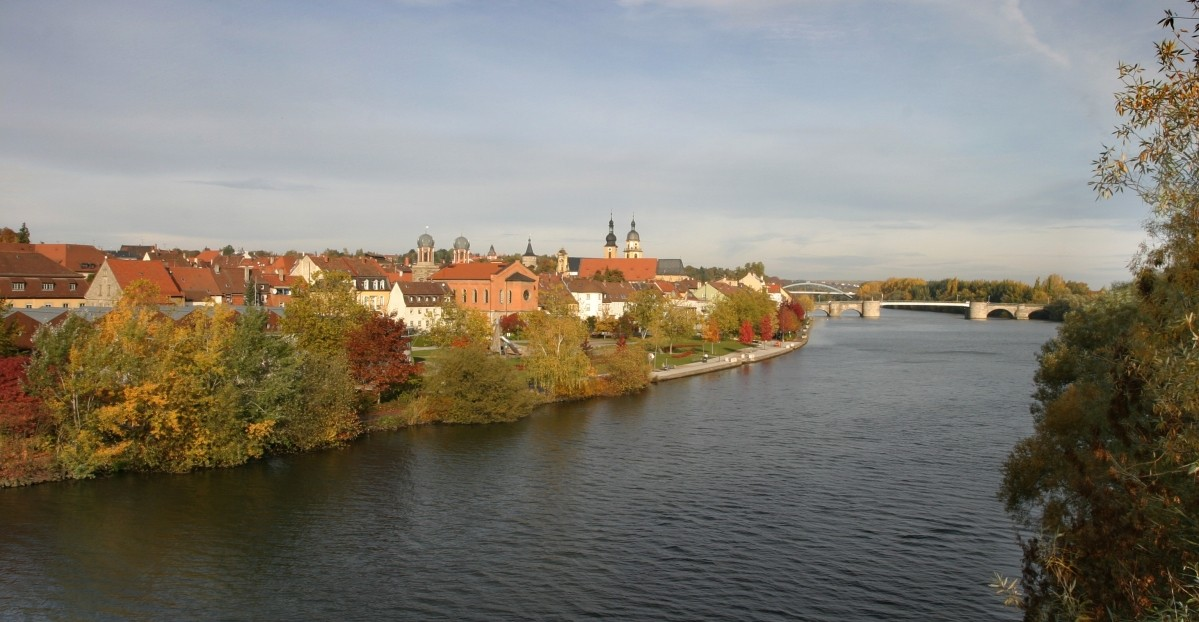
キッツィンゲン付近のマイン川。

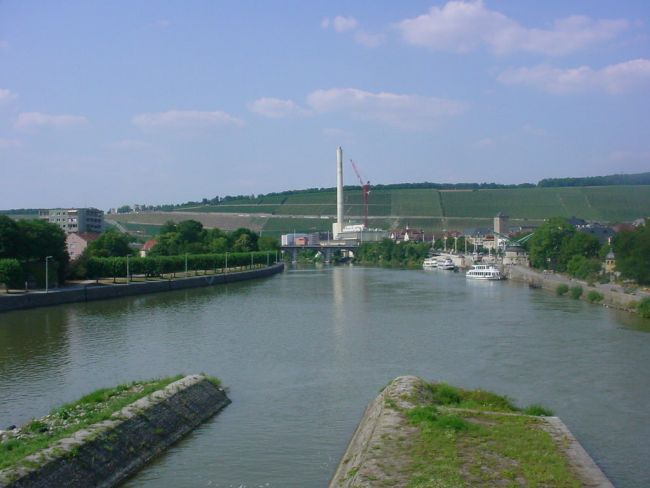
ヴュルツブルクの古い橋から上流方向を望む。

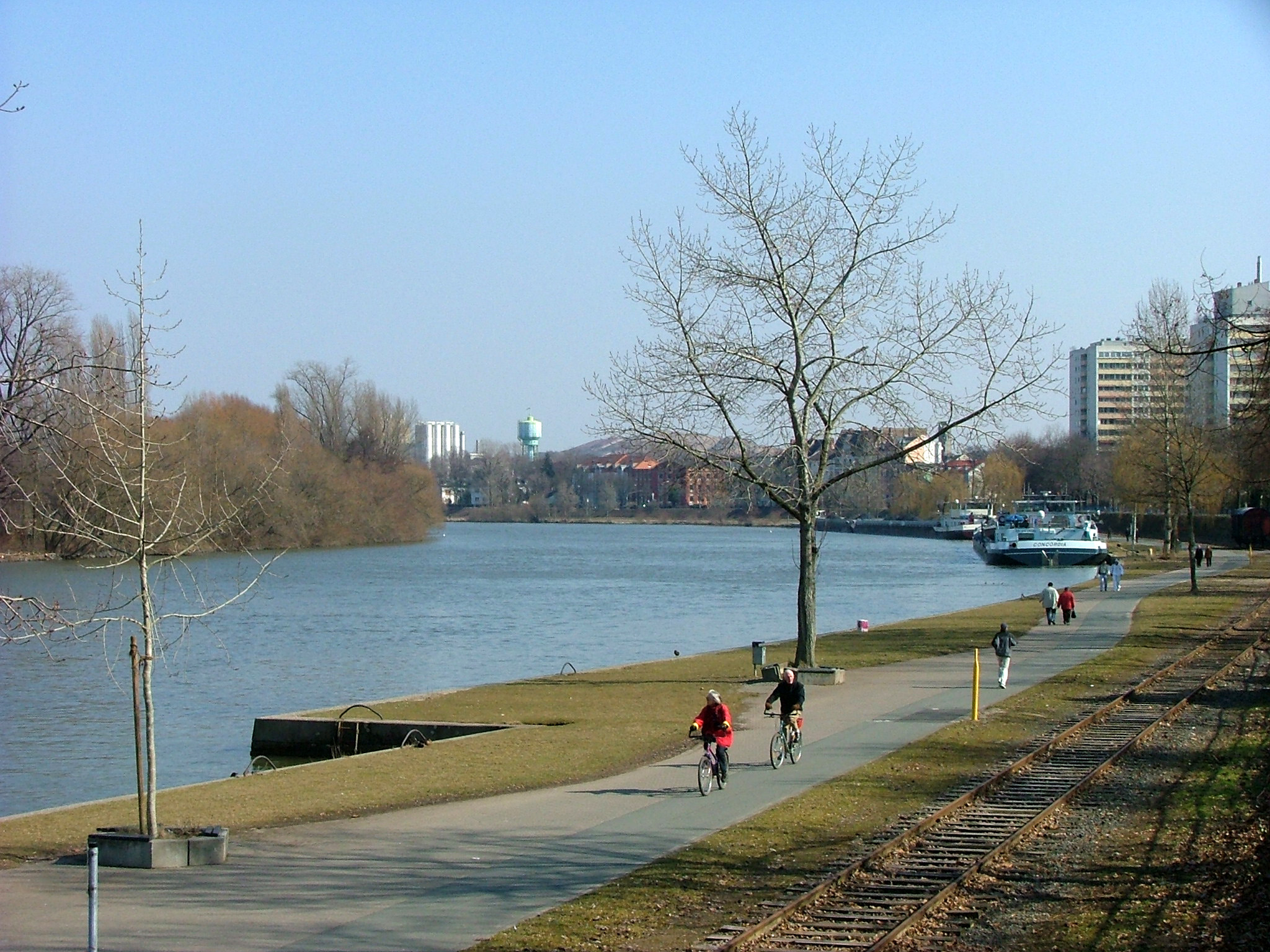
オッフェンバッハを流れるマイン川。

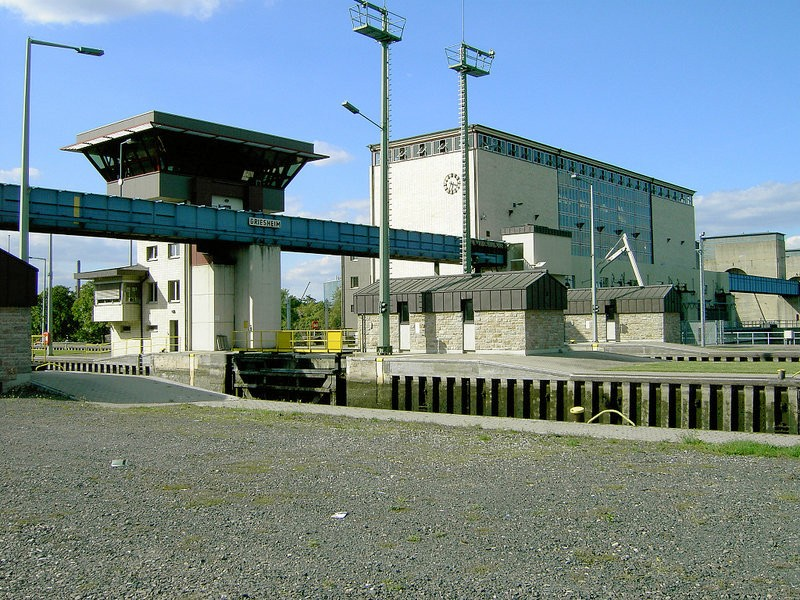
グリースハイムの堰

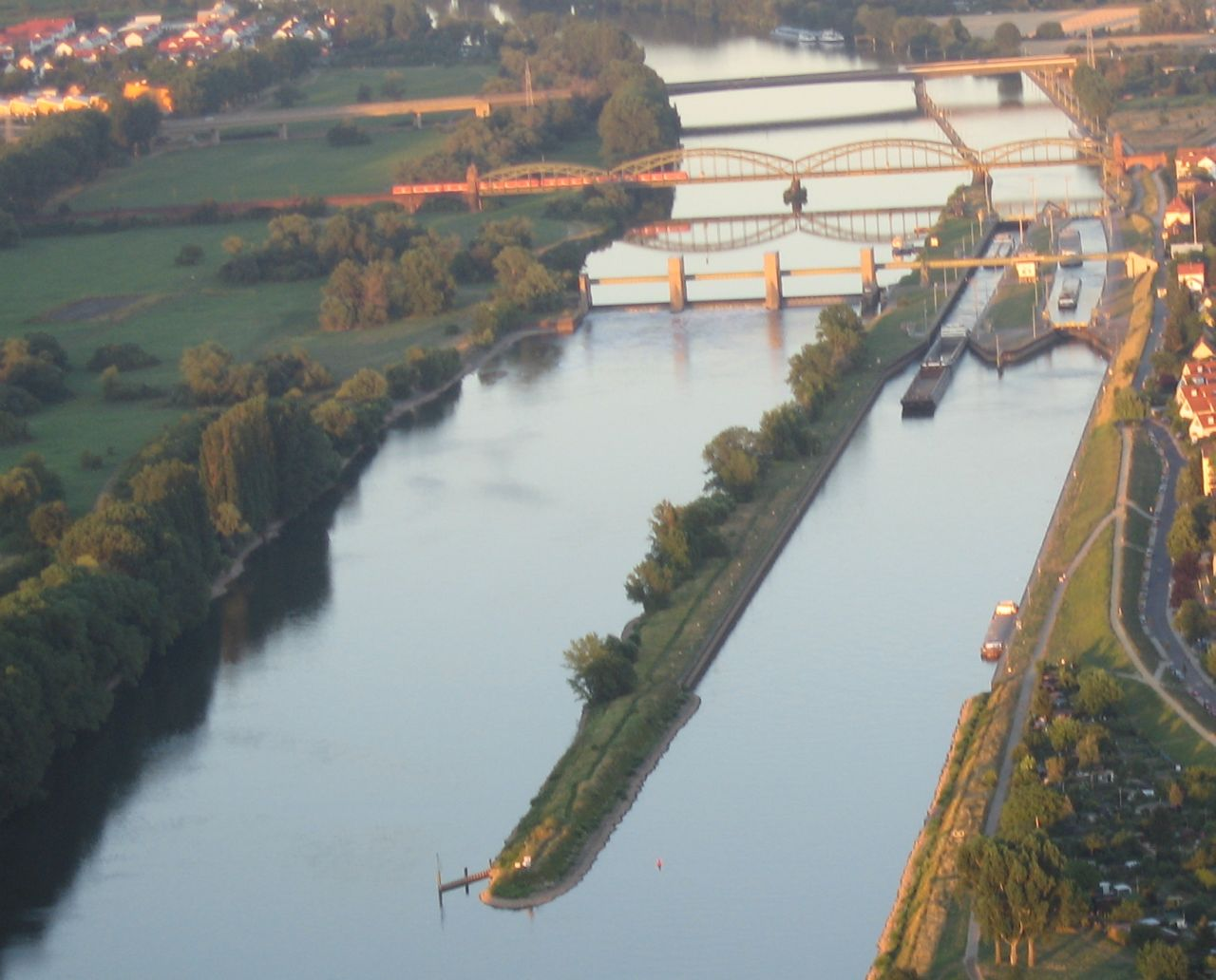
コストハイムの堰

河口とヴュルツブルクに近いレンクフルトとの間の年間平均水深は2.90m。マイン川のこの区間には、長さ185m、幅11.45mまでの船や艀が航行できる。ここは、ヨーロッパ水路のクラスVbに分類されている。ヴュルツブルクとマイン＝ドナウ運河の間は、2010年までに深さ2.50mから2.90mに浚渫される予定である。これによってこの区間は、水路クラスVa（長さ110mの船が航行可能となる）に適合することになる。この区間をこれよりも長い船や艀が通行するには特別な許可が必要である。
フォルカハ付近には水門があり、ガーラハハウゼンへの運河の水量をコントロールしている。

## マイン渓谷の交通路

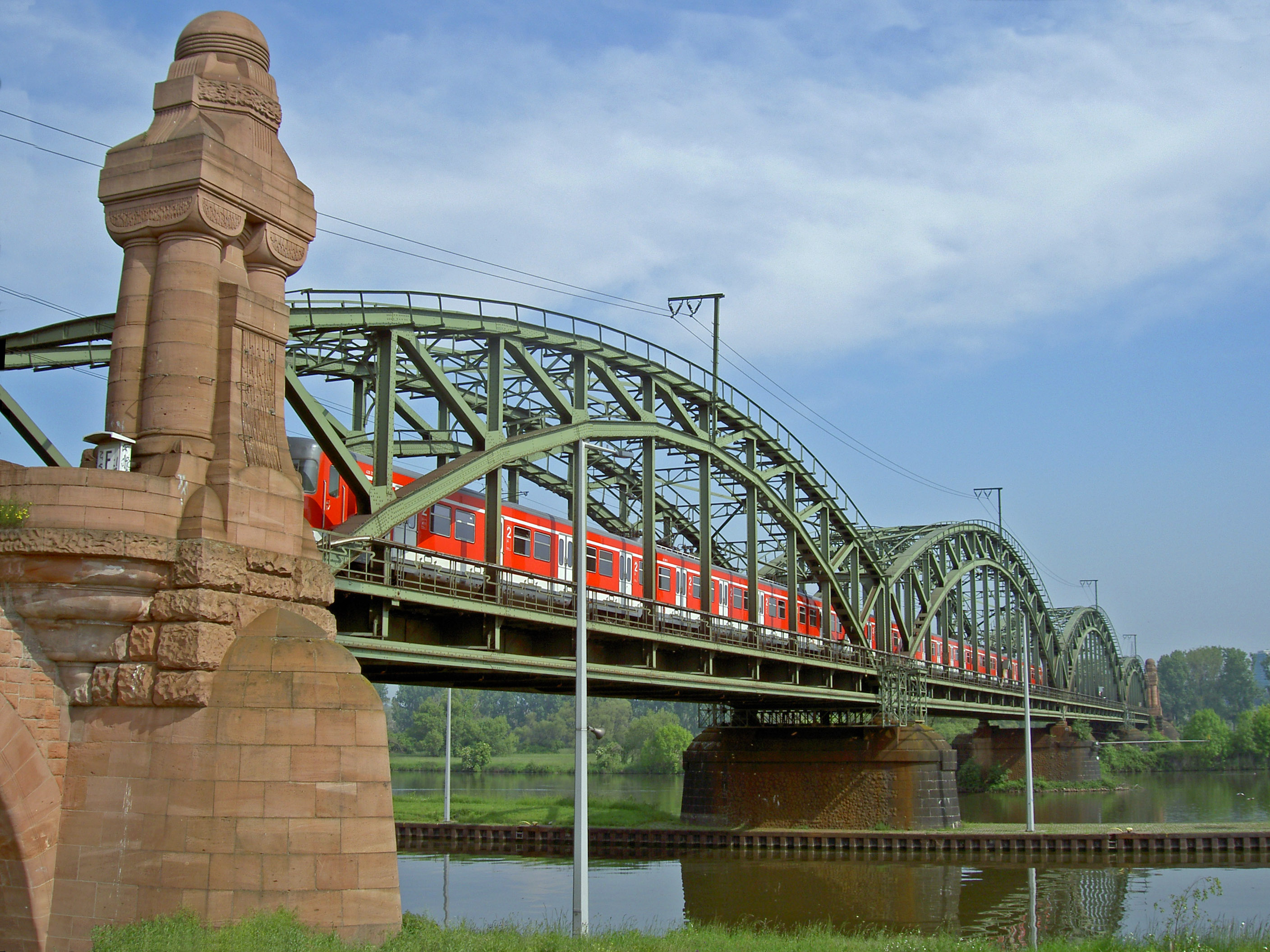
ギンスハイム＝グスタフスブルクのマイン川鉄橋

他の多くの河川と同様、マイン川沿いには船を曳くための道があった。河川沿いはその周辺よりも村落が発達しており、さらにマイン渓谷周辺は山地の多い地形であることからマイン川の河岸には交通路が形成され、現在でも鉄道や近代道路に利用されている。

### マイン渓谷の鉄道
鉄道は、マイン渓谷の大部分を東西に結んでいる。ただし、幹線はマインドライエックやマインフィーアエック部分では、支流を経由してショートカットして結んでいる。
| 路線                                                   | 行程 |
| ------------------------------------------------------ | --- |
| 860系統                                                | （ニュルンベルク - ）クロイセン - バイロイト |
| 852系統                                                | バイロイト – ノイエンマルクト＝ヴィルスベルク |
| ルートヴィヒ南北鉄道 （850系統）                       | （ホーフ - シーフェ・エベーネ - ）ノイエンマルクト＝ヴィルスベルク - クルムバッハ - リヒテンフェルス                                                 |
| 820系統                                                | リヒテンフェルス - バンベルク |
| 810系統                                                | バンベルク - シュヴァインフルト - ヴュルツブルク中央駅                                                                                               |
| マイン＝シュペッサルト鉄道 （800系統、マイン川右岸）   | ヴュルツブルク中央駅 - カールシュタット - ゲミュンデン - ロール（ここからロール川およびアシャッフ川の渓谷を経由して）アシャッフェンブルク - ハーナウ |
| 920系統                                                | （アンスバッハ -）マルクトブライト - オクゼンフルト - ヴュルツブルク中央駅                                                                           |
| マインタール鉄道 （781系統）                           | ヴェルトハイム - ミルテンベルク - アシャッフェンブルク                                                                                               |
| フランクフルト＝ハーナウ鉄道 （640系統、マイン川右岸） | ハーナウ - フランクフルト東駅 |
| ベーブラアー鉄道 （マイン川左岸）                      | ハーナウ - オッフェンバッハ - フランクフルト南駅 - フランクフルト中央駅                                                                              |
| マイン鉄道 （マイン川左岸）                            | フランクフルト中央駅 - リュッセルスハイム - マインツ中央駅                                                                                           |
| タウヌス鉄道 （マイン川右岸）                          | フランクフルト中央駅 - ヘヒスト - マインツ＝カシュテル（- ヴィースバーデン）                                                                         |

### 道路交通
マイン川は、その全域にわたって連邦道路が併走している。これは、2つの源流も例外ではない。
赤マイン川はクロイセンからバイロイトを経てクルムバッハまで連邦道B85号線が併走している。白マイン川は水源からわずか100mの位置で連邦道B303号線と出会い、ウンターシュタイナハまで併走する。この町からはB289号線がクルムバッハまでこれを引き継ぐ。
これらの道路は、リヒテンフェルスで合流し、ツェトリッツからバンベルクまでB173がマイン川左岸を走る。バンベルクからシュヴァインフルトまで、B26号線がエルトマンで左岸から右岸に場所を変えながら併走する。マインタール・アウトバーンとも呼ばれるアウトバーンA70号線もバンベルクからシュヴァインフルトまでマイン川沿いに通っており、バンベルク近郊、エルトマン、シュヴァインフルトで川を渡る。
シュヴァインフルトの下流では、所々、河岸に道路のない箇所がある。B26号線は、マインドライエック沿いの回り道を採らずに直接カールシュタットに通じており、これと交差するB19号線はマインドライエック中央部を垂線状に通り直接ヴュルツブルクへ向かう。オクゼンフルトから再び連邦道がマイン川右岸に現れる。ヴュルツブルクまではB13号線、カールシュタットまではB27号線、ロールまでは再びB26号線である。集落の少ないマインフィーアエックの東部および南部は州道がこれを結んでいる。ミルテンベルクからアシャッフェンブルクまでは連邦道B469号線がマイン川左岸を走る。
アシャッフェンブルクからハーナウおよびフランクフルト市内を経由してフランクフルト＝ヘヒストまでマイン右岸を（一部は対岸を通るが）連邦道B8号線が走っている。また、この道からハーナウで分かれるB43号線はオッフェンバッハおよびリュッセルスハイムを経由してマインツまで時折（特にフランクフルト＝ザクセンハウゼンからケルスターバッハまで）マイン川から離れながらも、その左岸を通って行く。対岸の右岸は連邦道B40号線がハッタースハイムからマインツまでのマイン川最後の数kmを結んでいる。

### フェリー（渡し船）

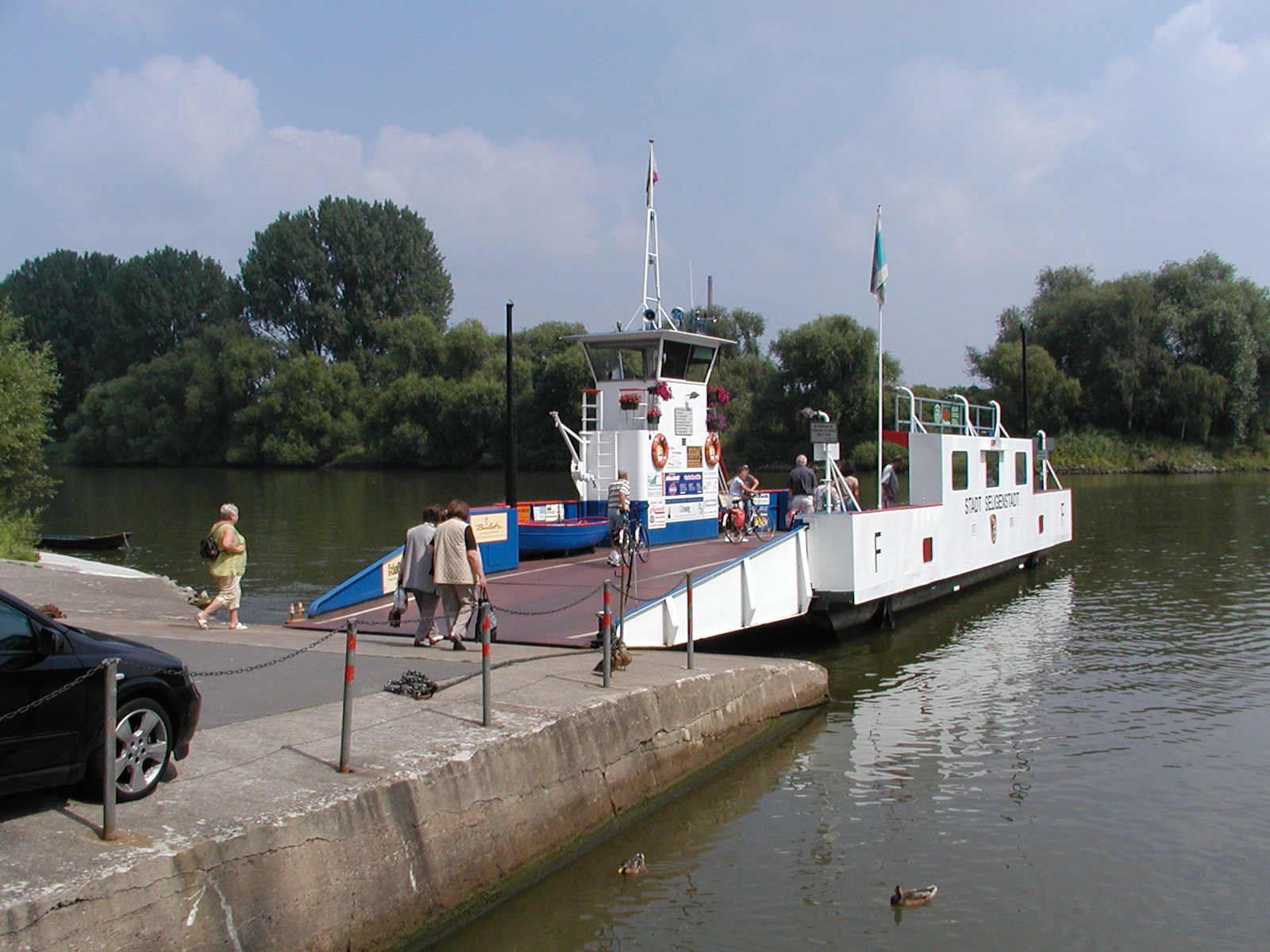
ゼーリゲンシュタットのフェリー発着所

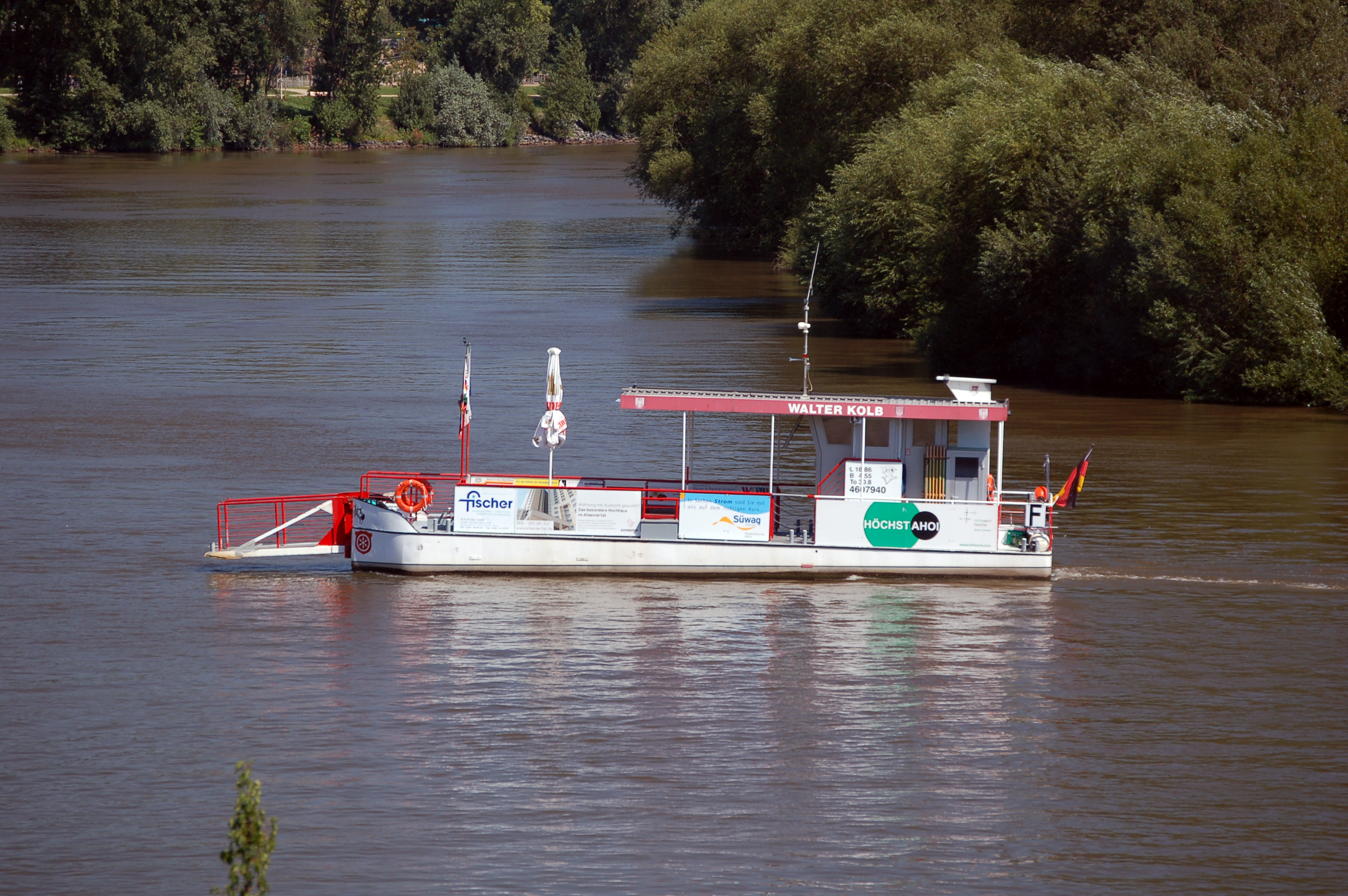
ヘヒストのフェリー

過去40年の間に不採算性から多くのフェリーが撤退したにもかかわらず、マイン川には12のフェリーが残っている（2007年10月現在）。これらのフェリーは、地方自治体から維持運営のための補助金を受けて運営されている。多くのフェリーは自家用車やトラックを規定積載量まで積んで運航しているが、中には人と自転車のみを運ぶフェリーもある。フェリーは、交通上、地元の人々には重要な機関である。特に農業従事者には、橋までの20kmを迂回せずに済むことで大きな利益がもたらされている。
|    | 位置 [河口からの距離] (km) | 発                                         | 着                                                              |
| -- | -------------------------- | ------------------------------------------ | --------------------------------------------------------------- |
| 1  | 17.82                      | ハッタースハイム＝オクリフテル地区         | ケルスターバッハ - 連邦道B43号線                                |
| 2  | 24.82                      | フランクフルト＝ヘヒスト地区               | フランクフルト＝シュヴァンハイム地区                            |
| 3  | 48.06                      | オッフェンバッハ＝ルンペンハイム地区       | マインタール＝ビショフスハイム地区                              |
| 4  | 50.63                      | マインタール＝デルニヒハイム地区           | ミュールハイム                                                  |
| 5  | 69.60                      | ゼーリゲンシュタット                       | カールシュタイン・アム・マイン＝グロース・ヴェルツハイム地区    |
| 6  | 144.60                     | シュタットプロツェルテン                   | ヴェルトハイム＝モントフェルト地区                              |
| 7  | 290.61                     | マインシュトックハイム                     | アルバーツホーフェン                                            |
| 8  | 294.36                     | マインゾントハイム                         | デッテルバッハ                                                  |
| 9  | 307.30                     | ノルトハイム・アム・マイン                 | フォルカハ＝エッシェルンドルフ地区                              |
| 10 | 311.15                     | フォルカハ＝ファール地区                   | アイゼンハイム＝カルテンハウゼン地区                            |
| 11 | 313.45                     | アイゼンハイム＝オーバーアイゼンハイム地区 | コリッツハイム＝シュタムハイム地区                              |
| 12 | 317.20                     | ヴィプフェルト                             | コリッツハイム＝リンダハ地区/レートライン＝ヒルシュフェルト地区 |

## 支流

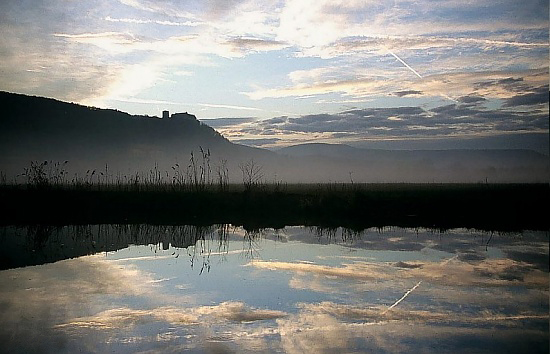
フレンキシェ・ザーレ川越しに望むザーレック城。

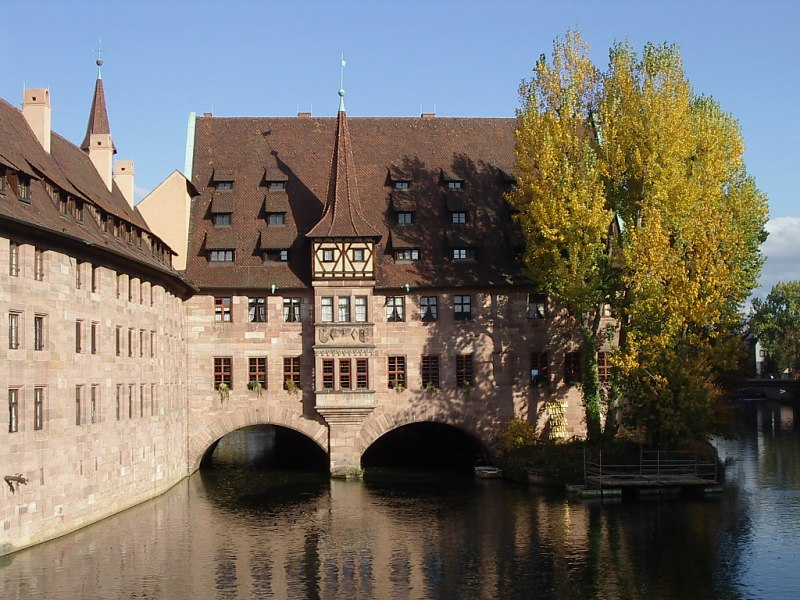
ニュルンベルク市内を流れるペグニッツ川。

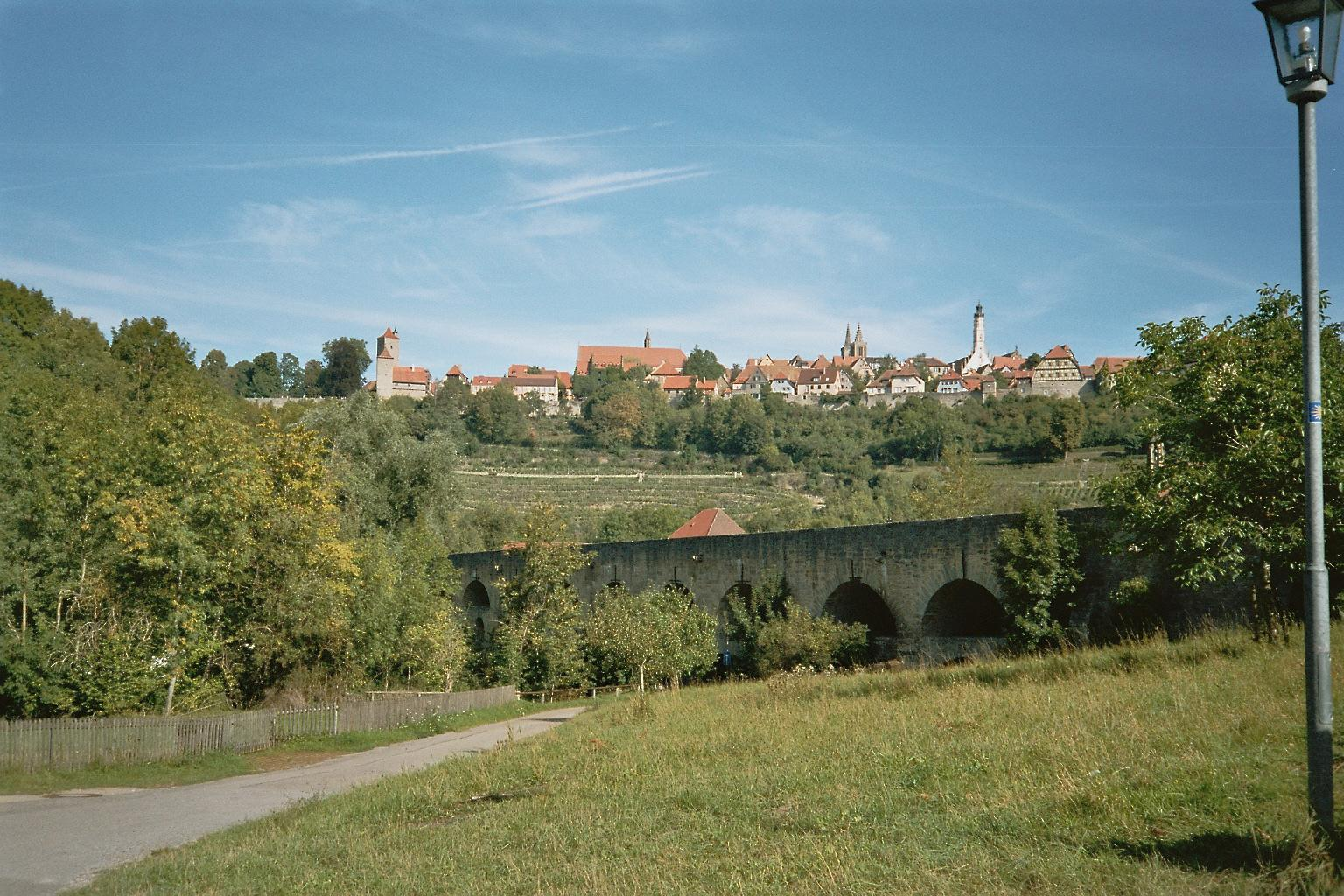
タウバー川の河畔からローテンブルク・オプ・デア・タウバーを望む。

マイン川の最も長い支流は、フレンキシェ・ザーレ川（右岸、142km）、タウバー川（左岸、122km）、ニッダ川（右岸、98km）、キンツィヒ川（右岸、82km）、レグニッツ川（左岸、58km）である。
レグニッツ川は、その源流であるペグニッツ川と合わせると173kmと、最も長い支流となる。さらに、ペグニッツ川沿いには、マイン川の支流沿いの都市の中ではずば抜けて大きな都市、ニュルンベルクがある。
| 左岸の支流 | 右岸の支流 |
| --- | --- |
| 源流 | |
| - 赤マイン川 | - 白マイン川 |
| オーバーマイン | |
| - ヴァイスマイン川（アルテンクンシュタット） - レグニッツ川（ビシュベルク）                                                         | - ローダッハ川 （マルクトツォイルン） - イッツ川 （バウナハ） - バウナハ川 （バウナハ） - ナッサハ川 （ハースフルト） |
| マインドライエック | |
| - フォルカハ川 (フォルカハ) | - プライヒアハ川 （ヴュルツブルク） - ヴェルム川 （ゲミュンデン＝ヴェルンフェルト地区 |
| マインフィーアエック | |
| - タウバー川 （ヴェルトハイム） - エルフ川 （ビュルクシュタット） - ムート川 （ミルテンベルク） - メムリンク川 （オーベルンブルク） | - フレンキシェ・ザーレ川 （ゲミュンデン）; 河口のわずか700m手前でジン川がザーレ川に合流する。 - ロール川 （ロール・アム・マイン） - ハーフェンロール川 （ハーフェンロール） - エルザーファ川（エルゼンフェルト） - ズルツバッハ川 （ズルツバッハ） |
| ウンターマイン | |
| - ガーシュプレンツ川 （シュトックシュタット） - ローダウ川 （ミュールハイム）                                                       | - アシャッフ川 （アシャッフェンブルク） - カール川（カール・アム・マイン） - キンツィヒ川 （ハーナウ） - ニッダ川 （ヘヒスト） - リーダーバッハ川 （ヘヒスト） - シュヴァルツバッハ川 （ハッタースハイム）                                         |
| かっこ内はマイン川との合流地点の地名                                                                                                | |

## 芸術作品におけるマイン川

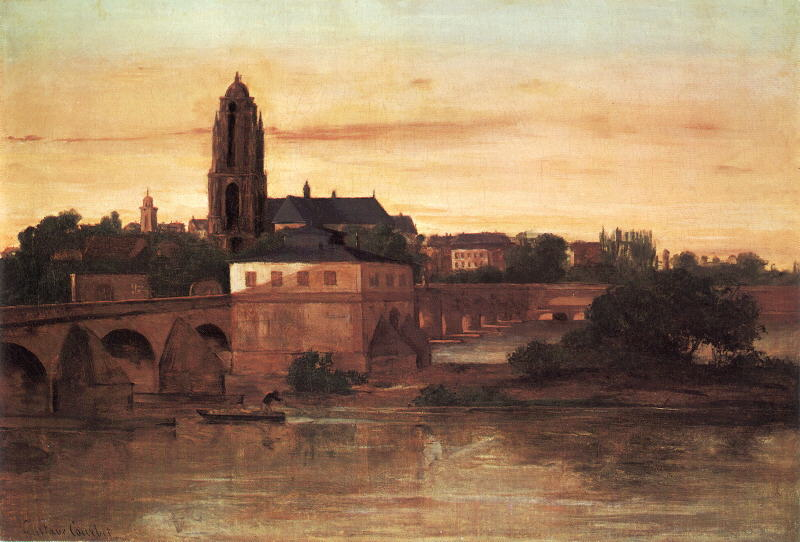
クールベ作『フランクフルトの眺望』

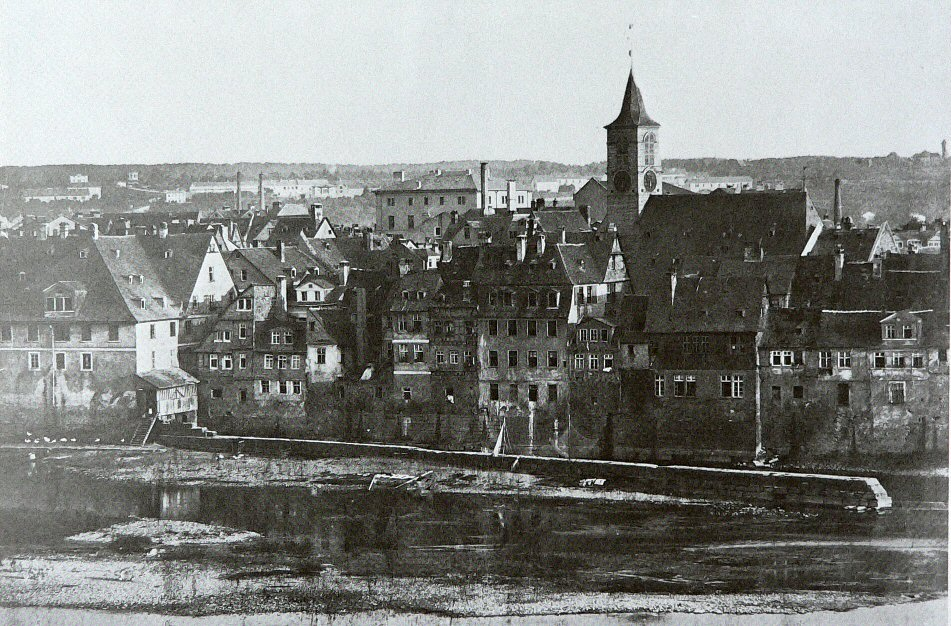
1859年のカール・フリードリヒ・ミリウスの作品。フランクフルトの聖三位一体教会付近。

ライン川やモーゼル川とは異なり、マイン川が詩に詠われる事は希であった。それでも長い時代の中で、マイン川を詠んだ大変に有名な詩がいくつか創られた。代表的なものとして、以下のものがある。
- フリードリヒ・ヘルダーリンの十連からなる詩 Der Main（『マイン川』）。ヘルダーリンはこの詩をフランクフルトで家庭教師を務めていた1799年に詠んだ。
- フリードリヒ・リュッケルトの Fuhren wir hinab den Main（『マイン川を下る』）。（リュッケルトは、1788年、シュヴァインフルトの生まれ）
- ヨーゼフ・ヴィクトール・フォン・シェッフェルの Die Wanderfahrt （『遠出』）。1859年に創られたこの詩は、ヴァレンティン・ベッカーが付曲し、『フランケンの歌』または『フランケン賛歌』として親しまれている。
- マリー・ルイーゼ・カシュニッツの Rückkehr nach Frankfurt（『フランクフルトへの帰還』）は、戦争で破壊された街の様を描いた作品で、1947年に発表された。
- Es führt über den Main eine Brücke von Stein（『マイン川の石橋を渡って』）は、フェリキタス・ククック（1914年 - 2001年）が古い伝承詩を補完し、作曲した作品で、この作曲家の最もよく知られた歌曲である。

これに対して、マイン川を扱った散文作品、特に紀行文やエッセイは大変たくさんある。マイン川を示すいくつかの隠喩で呼ばれている。たとえば、「白ソーセージ赤道」（北ドイツと南ドイツの文化的境界線であることを示している）、「マイン線」（中部ドイツ方言と高地ドイツ方言との境界線を示す）、「ドイツ帝国の坊主通り」（マイン川沿いには司教領、司教の城館、修道院が多いことに由来する）などである。マイン川に関する散文を遺した作家としては、ヴィルヘルム・ハインリヒ・ヴァッケンローダー、ルートヴィヒ・ティーク、ハインリヒ・フォン・クライスト（婚約者への書簡の中で言及している）、クレメンス・ブレンターノ、フリードリヒ・シュトルツェ、ルドルフ・ゲオルク・ビンディンク、アルフォンス・パクェット、エーファ・デムスキーらがいる。
多くの画家達もこの川をその作品に描いている。たとえば、コンラート・ファーバー、マテウス・メーリアン、デモニコ・クァグリオ、ギュスターヴ・クールベ、マックス・ベックマンらである。マイン川の古い写真では、カール・フリードリヒ・ミリウスの作品が傑出している。